# Zgodovina Nemčije
Zgodovina Nemčije se po običajni predstavi začne z ustanovitvijo rimsko-nemškega cesarstva v 10. stoletju, čeprav se »nemška identiteta« še dolgo časa ni razvila. Rimsko-nemško kraljestvo se je opiralo na tradicijo frankovskega cesarstva. Prebivalci cesarstva so bili v glavnem potomci Nemcev in Keltov, na Zahodu pa tudi potomci rimskih naseljencev in na vzhodu zahodnoslovanskih plemen.
Vladarska rodbina Otonov si je v 10. stoletju pridobila zahodno ("rimsko") cesarsko dostojanstvo in postavila temelje za Sveto rimsko cesarstvo. Otoni kakor tudi sledeči Salijci in Štaufovci so se v različnih oblikah opirali na državno cerkev. Srednjeveški rimsko-nemški cesarji so se videli znotraj tradicije antičnega rimskega imperija, pri čemer je vedno znova prihajalo do napetosti med univerzalnima oblastema, cesarstvom in papeštvom. Že proti koncu dinastije Štaufovcev je kraljestvo izgubilo na svoji moči. Vendar pa rimsko-nemški cesarji tako ali tako niso bili nikoli absolutni vladarji, precej bolj je bil poudarjen vidik konsenzualne oblasti v povezavi z mogočneži. Moč zemljiških gospodov je v poznem srednjem veku še narasla, zlata bula Karla IV. je dokončno utemeljila volilno monarhijo volilnih knezov. Poleg tega je prišlo do vzpona mest.
Proces izgradnje države v zgodnjem novem veku se je odvijal predvsem na ravni posameznih območij in le pogojno na ravni cesarstva. Reformacija, protireformacija in tridesetletna vojna so v 16. in 17. stoletju segajoč preko meja Nemčije privedle do spremenjenih postavk v veri in razmišljanju, do demografskih sprememb in do spremenjene politične konstelacije. Poleg avstrijskih Habsburžanov, ki so od 15. stoletja dalje skoraj vseskozi postavljali cesarje, se je do položaja druge nemške velesile dvignila rodbina Hohenzollern iz Prusije.
Kot posledica koalicijskih vojn proti francoski revoluciji je leta 1806 Sveto rimsko cesarstvo propadlo. Potem ko so je Napoleonova nadvlada nad evropskim kontinentom izstekla v osvobodilne vojne, se je v teku restavracijskih prizadevanj porodil nov politični red v obliki Nemške zveze pod skupnim avstrijsko-pruskim vodstvom. Proti temu usmerjena osvoboditvena prizadevanja so bila v revoluciji leta 1848-1849 zatrta, ta impulz, usmerjen k nacionalni enotnosti Nemčije, pa se je nato prenesel preko pruske vojske v vojnah tako proti Avstriji kot proti Franciji v ustanovitev Nemškega cesarstva. Z vidika socialne zgodovine sta bila 19. in začetek 20. stoletja zaznamovana z industrijsko revolucijo in izredno industrializacijo, visoko rastjo prebivalstva in procesom urbanizacije.
Ambicije cesarja Viljema II. po svetovni moči v dobi imperializma, so pomembno prispevale k nastanku prve svetovne vojne, ki se je končala z nemškim porazom, občutenem kot sramota. Revolucija 1918-1919 je z Weimarsko republiko prvič prinesla demokratično zasnovano nemško skupnost, ki pa sicer ni dosegla trajne politične stabilnosti, pač pa je 1933 prešla v nacionalsocialistično diktaturo. Že od začetka s tem povezano nasilno zatiranje vseh nasprotnikov režima znotraj in načrtno izvajanje ekspanzionistične politike navzven – v povezavi s sprožitvijo druge svetovne vojne, kot tudi s sistematičnim preganjanjem in izničevanjem evropskih Judov – vse to je povzročilo, da se je nacistično obdobje do leta 1945 spremenilo v katastrofalno najnižjo točko nemške zgodovine.
Po prisilni kapitulaciji Wehrmachta, so zmagovalne sile izvedle delitev Nemčije in Berlina: oblikovane so bile ena vzhodna in tri zahodne okupacijske cone. Iz treh zahodnih območij je 1949 nastala Zvezna republika Nemčija (Bundesrepublik Deutschland), iz sovjetskega območja pa Nemška demokratična republika (Deutsche Demokratische Republik). Delitev Nemčije je bila zacementirana leta 1961 z izgradnjo berlinskega zidu in z notranjo mejo, ki je bila s strani Vzhodne Nemčije vojaško zaščitena in močno zastražena.
Po mirni revoluciji v Vzhodni Nemčiji, ki je leta 1989 povzročila konec diktature Enotne socialistične stranke Nemčije (Sozialistische Einheitspartei Deutschlands, SED) in imela marca 1990 na prvih svobodnih volitvah v ljudsko zbornico za posledico prevladujočo večino zagovornikov enotnosti, je bila odprta pot za pogajanja o ponovni združitvi Nemčije. Pristanek štirih nekdanjih zmagovitih sil k izvedbi nemške združitve je bil v bistvu sodoločen z vključitvijo nekdanje Zahodne Nemčije v leta 1951 začeti evropski integracijski proces in s pričakovanjem, da se bodo spoštovale zaveze glede nadaljevanja te smeri tudi po razširitvi na pet novih zveznih dežel preko združene Nemčije. Potrditev tega je bila z nemške strani podana ob uvedbi evra, kot tudi ob širitvi EU na vzhod.

## Predzgodovinski čas
Najstarejši dokaz o predstavnikih rodu Homo na področju sedanje Zvezne republike je spodnja čeljust iz kraja Mauer (Baden-Würtemberg), stara med 500 in 600 tisoč let; gre za tipski primerek Homo heidelbergensis-a. Nekoliko mlajše najdbe izvirajo iz najdišča Bilzingsleben (Turingija), gre za ostanke Homo steinheimensis-a. Znane najdbe so navsezadnje tudi kopja iz Schönigena (Saška - Anhalt). Iz Homo heidelbergensisa je pred 130.000 leti izšel neandertalec (Homo neanderthalensis), ki je blizu 100 tisoč let živel tudi v Nemčiji, kolikor so dovoljevale klimatske razmere. Ker se je Nemčija v zadnji fazi ledene dobe spremenila v mrzle stepe (tundra) in je polarna poledenitev prodrla do severne Spodnje Saške, je bila med srednjim paleolitikom vse tja do srednjega aurignaciena skorajda neposeljena, in sledovi človeške poselitve manjkajo zelo dolgo časa.
Sledi priseljenega sodobnega človeka (homo sapiens iz dobe Cro-Magnon) so bile najdene v jamah v Švabski Juri, približno 35.000 do 40.000 let stara Venera iz Hohle Felsa, najstarejši potrjen prikaz človeka. Najstarejše ostanke homo sapiensa so leta 1914 našli delavci v kamnolomu v Porenju: 14 tisoč let star dvojni grob v Oberkasselu.
Lovci in nabiralci so že okoli 5800-5600 pr. n. št. izdelovali keramično posodje, dokler jih ni približno med 5500 in 5000 pr. n. št. zamenjala kmečka kultura. V tem obdobju, označenem kot mlajša kamena doba, so se razvili poljedelstvo, živinorejo in stalna naselitvena območja, kot tudi drugačno vrsto lončarstva. Območje današnje Nemčije so druga za drugo in druga ob drugi poseljevale kultura linerane keramike, kultura trakaste keramike in kultura zvončastih čaš; to poimenovanje je nastalo na podlagi arheoloških najdb. Uporaba kovin je vnesla revolucijo v tehnične možnosti. Iz bronaste dobe so ohranjene nekatere najdbe kot je nebesni disk iz Nebre (Saška - Anhalt), to je kovinska plošča z zlatimi vložki, ki velja za najstarejšo upodobitev neba.

## Etnogeneza
V bronasti in železni dobi so se na teh območjih izoblikovale različne indoevropsko govoreče etnične skupine in plemena. Ta so nastala iz priseljenih indoevropskih plemen oziroma njihovih potomcev, ki so se mešali z od konca zadnje ledene dobe domorodnimi "praprebivalci" in kasneje neprestano s preko potujočimi ljudstvi in naseljenci (etnogeneza). Potomci skupin, ki so se naseljevale v severni Evropi in severni Nemčiji na območju Nordijske bronaste kulture, so bili v Antiki na začetku označeni različno kot Kelti ali Skiti, naposled pa z uveljavljenim izrazom Germani. Šele med rimskimi avtorji se je uveljavil pojem Germani. Južne dele Nemčije pa so poseljevale kulturne skupine, ki se jih od železne dobe dalje lahko označuje kot Kelte. Keltska kultura latenske dobe je bila okoli leta nič izničena med s severa prodirajočimi Germani in z juga širečim se rimskim cesarstvom.
Med širjenjem rimskega imperija in kasneje med pozno antiko so se Rimljani ob tem naseljevali na prostor današnje južne in zahodne Nemčije, katerih čete so tja do nekako 5. stoletja zasedale jug in zahod Germanije vzdolž Donave in Rena. Legionarji so izvirali iz zelo različnih dežel rimskega cesarstva, na primer Hispanije, Ilirije, Sirije, Galije, Afrike. Med civilnim prebivalstvom rimskih provinc je zaznavna močna keltska komponenta, denimo na kamnitih spomenikih in preko teh dostopnih imenih. To je potrjeno z zabeležko v Tacitovi Germaniji, ki poroča, da so se na Dekumatskih območjih (Agri Decumates, današnja zvezna dežela Baden-Württemberg) naselili ljudje iz Galije.
Zgodovinsko zabeležena Germanska plemena zgodnjega rimskega cesarstva v prvem stoletju, se delijo v tri kulturne skupine: Germani z območja rek Ren in Wesser, Germani z območja Severnega morja in Germani z območja reke Labe. Preko makropolitičnih vplivov trajnega konflikta z rimskim cesarstvom, kot tudi preko notranje-germanskih političnih, socialnih in ekonomskih sprememb, je po 2. stoletju iz teh kulturnih skupin prišlo do nastanka (geneze) plemenskih zvez. Te plemenske zveze, zlasti Alamani oziroma Alemani, Bavarci, Franki in Sasi, so bile konstitutivne za srednjeveško oblikovanje Nemčije in nominalno tudi v modernem času kot tako imenovana "nemška ljudska plemena" (deutsche Volksstämme) oziroma to se pravi, da se jim pripisuje takšen pomen. 
Od državne krize v 3. stoletju se je okrepil pritisk, ki sta ga na meje rimskega cesarstva vršili veliki germanski plemenski zvezi Alemanov in Frankov, ki sta se na novo izoblikovali v Veliki Germaniji (Germania Magna). V provincah ob Renu in Donavi je nastopila germanizacija, ki je še posebej zajela rimsko vojsko. Deloma je bilo to podprto z naseljevanjem germanskih federatov na območju rimskega imperija.
Med selitvijo narodov so tudi pripadniki drugih etničnih skupin, kot so Huni Sarmati, ostajali na območju današnje Nemčije. Po odselitvi skoraj vseh Germanov vzhodno od Labe (Elbe) so ta območja poselili Slovani, katerih ozemlje je spet postalo sestavni del nemške zgodovine, preko vzhodne kolonizacije nemških naseljencev od 11. do 14. stoletja in v okviru vključevanja v Sveto rimsko cesarstvo. 
Iz teh različnih skupin se je izoblikovalo (s kasnejšimi priseljenci) današnje nemško ljudstvo, ki je bilo s selitvijo narodov in oblikovanjem države s strani Frankov jezikovno večinsko germansko zaznamovano, vendar preko dediščine rimskega imperija in krščanstva kulturno tudi močno romansko zaznamovano. V toliko je upravičeno začeti njegovo zgodovino z germanskimi plemeni iz antike.

## Antika
Na prvo omembo naletijo nekatera keltska in germanska plemena pri Grkih in Rimljanih, začenši najbrž s Pozejdonijem v 1. stoletju pr. n. št., v poznejšem času pa med drugim pri Cezarju in Tacitu. Okoli 500 pr. n. št. je bilo območje današnje južne Nemčiji poseljeno s Kelti, tisto v današnji severni Nemčiji pa z Germani. Vendar pa so bili sami Germani neenotna skupina različnih plemen, ki ji tudi ni povezoval noben večji občutek za skupnost. Že izraz Germani (latinsko prav tako Germani) je etnografski, manj točen krovni pojem antičnih avtorjev, ki so tudi povezovali podobo barbara z njim. Zato se, iz metodoloških razlogov, ne sme izraza Germani napačno razumeti kot pojem za enotno ljudstvo.
Germani so se selili skozi stoletja proti jugu, tako da je bila okrog začetka našega štetja Donava približna meja poselitve med Kelti in Nemci. Tu so prišla keltska krajevna in rečna imena in keltske izposojenke v germanski besednjak. Po osvojitvi Galije s strani Cezarja v Galski vojni so bili za časa vladavine prvega rimskega cesarja Avgusta izvedeni vojaški pohodu na območje desno od Rena, čeprav so po Varovem porazu Rimljani naposled prestavili svoje čete nazaj na Ren in od Tiberija dalje pustili stvar pri posameznih vojaških operacijah. Od okoli 50 pr. n. št. pa do začetka 5. stoletja našega štetja so območja zahodno od Rena in južno od Donave pripadala Rmskemu cesarstvu, od približno 80 do 260 po n. št. tudi en del današnjega Hessna (Wetterau), kot tudi večji del današnjega Baden - Württemberga južno od limesa. Rimska območja v današnji Nemčiji so se delila na province Germania superior, Germania inferior in Raetia. Od Rimljanov izvirajo mesta kot so Trier, Köln, Bonn, Worms in Augsburg, ki štejejo med najstarejša mesta v Nemčiji. Rimljani so uvedli novosti v gradbeništvu in obrti. Za zavarovanje meje so v province naselili pšrijateljska germanska plemena. Tudi priseljenci iz vseh delov Rimskega cesarstva, predvsem iz Italije so se priselili in se nastanili zahodno od Rena in južno od Donave. Prvo zgodovino celotne Germanije je leta 98 priskrbel rimski zgodovinar Tacit.
Potem ko je že Mark Avrelij v času markomanskih vojn v 2. stoletju moral prestati težke obrambne boje proti Germanom, je v času krize cesarstva v 3. stoletju germanski pritisk na rimsko severno mejo znatno narasel, medtem ko je istočasno na vzhodu rimsko vzhodno mejo ogrožalo novoperzijsko Sasanidsko cesarstvo. Na novo oblikovane plemenske velike zveze Alemanov in Gotov so vedno znova vpadale v cesarstvo, ki je sredi 3. stoletja šel skozi vrhunec krize. Rimske čete so sicer leta 235 dosegle na vojaškem pohodu Maksimina Tračana na območju gorovja Harz (Spodnja Saška) še eno zmago, vendar so morali leta 259/60 opustiti območja desno od Rena (padec limesa). Konec 3. stoletja se je položaj za cesarstvo zopet stabiliziral, predvsem zaradi reform Dioklecijana in Konstantina, ki sta poleg tega uspešno zavarovala meje. Vendarle je prihajalo v času pozne antike vedno znova do vojaških spopadov med Rimljani in Nemci.
Po vpadu Hunov v vzhodni del srednje Evrope leta 375 pa so se razmere spremenile v temeljih. Tako imenovana selitev narodov, ki je dosegla svoj vrhunec v 5. stoletju in svoj zaključek v poznem 6. stoletju, je spravila ljudstva na vzhodu, predvsem Germane, v gibanje in Zahodno rimsko cesarstvo najpozneje po njihovem prehodu čez Ren leta 406 v znatno stisko. Germani so prodrli na zahodno rimsko ozemlje in naposled vzeli v last obsežne dele Zahodnega cesarstva (predvsem s silo, deloma pa tudi s pogodbami). Zahodno cesarstvo je bilo leta 476, ko je bil odstavljen zadnji cesar na Zahodu, Romul Avgust, dejansko skrčeno samo še na Italijo. Sicer je več vidikov selitve narodov spornih v sodobnih raziskavah. Na rimsko ozemlje priseljena germanska plemena (ki so bila pogosto narodnostno prav heterogeno sestavljena) so vsekakor prišla vse do severne Afrike in ustanovila svoja lastna kraljestva. Vandalsko kraljestvo v Severni Afriki, Burgundsko kraljestvo v jugovzhodni Galije in Ostrogotsko kraljestvo v Italiji so zatonila že v 6. stoletju, medtem ko sta Vizigotsko kraljestvo v Hispaniji in kraljestvo Langobardov v Italiji (kamor so ti vpadli leta 568) obstali do 8. stoletja. Za najtrajnejše in najpomembnejše se je imelo izkazati okoli leta 500  ustanovljeno Frankovsko kraljestvo Merovingov. Poleg tega so obstajale delno do 6. stoletja številne manjše oblastne tvorbe, kot so Heruli, Rugijci in Gepidi, medtem ko so sredi 5. stoletja prodrli v Britanijo Anglosasi in ustanovili več manjših kraljestev, dokler se ni tam v 7. stoletju uveljavil trajnejši oblastni red (heptarhija).

## Srednji vek

### Zgodnji srednji vek
Na nekdanje poselitveno območje Germanov, ki so ga ti zapustili v času selitve narodov, so se v 7. stoletju vse do rek Labe in Saale naselila slovanska plemena. Skoraj na celotnem prostoru vzhodno od Labe se je zato od zgodnjega srednjega veka pa do visokega srednjega veka govorilo slovansko (Germania Slavica), v Lužicah še do danes živijo Lužiški Srbi.

#### Merovingi (500-751)
Znaten del zahodne Evrope (v bistvu nekdanjo rimsko Galijo) in zahodne dele srednje Evrope je od zgodnjega 6. stoletja dalje zasedalo Frankovsko cesarstvo, današnjo severozahodna Nemčijo pa so obvladovali Sasi. Frankovsko cesarstvo so ustanovili Merovingi in se je imel izkazati za najpomembnejšo germansko-romansko državo naslednico propadlega zahodnega rimskega cesarstva. Hilderik I. je položil temelje za to, njegov sin Klodvik I. pa je na tem gradil dalje. Poskusi Merovingov, da bi področje svojega gospostva razširili še naprej vzhodno od Rena, so imeli nekaj uspeha: Alemani in Turingijci so že v 6. stoletju prišli pod frankovsko nadoblast. Notranji oblastni boji in naraščajoča moč majordomov (upravnikov dvora) pa je preprečila, da bi se v Merovinškem cesarstvu razvila močna centralizirana kraljevina. Dagobert I. je lahko kraljestvo še enkrat okrepil, dokler niso bili Merovingi v poznem 7. stoletju (tako vsaj po tradicionalnem nauku, ki pa sicer temelji na kasnejših in pristranskih virih) dejansko oropani oblasti s strani Karolingov, ki so si leta 752 tudi nadeli frankovsko kraljevsko čast.

#### Karolingi (751-911)
Pipin Mali se je 751 kot prvi Karoling povzpel na frankovski kraljevski prestol. Najpomembnejši Karoling je bil Pipinov sin Karel Veliki, ki je vladal od 768 (sam od 771 dalje) do 814 in je mogel leta 800 celo obnoviti rimski cesarski naslov na zahodu. Karl je vodil vojaške pohode proti Sasom (ki pa so lahko bili poraženi šele po zelo trdih in spremenljivih bojih v saških vojnah), proti Langobardom v Italiji, proti Avarom na jugovzhodni meji in proti Mavrom v severni Španiji, s čimer je v znatni meri razširil meje Frankovskega cesarstva. V kulturnem oziru je kraljestvo prav tako doživelo živahen vzpon, ki je označen kot karolinški renesansa. Karlova država, kateri so temelje postavil pred vsem Merovingi, je združila področje kontinentalne Evrope med Atlantikom, Pireneji, Vzhodnim - Baltskim morjem in južnim robom Alp. Po Karlovi smrti (814) je bila leta 843 z Verdunsko pogodbo razdeljena med njegove vnuke na tri dele. Zahodno frankovsko cesarstvo je imelo postaviti temelj za razvoj kraljevine Francije. Vzhodno frankovsko cesarstvo je tesno povezano z zgodovino Svetega rimskega cesarstva (,ki je bilo šele v poznem srednjem veku tako poimenovano) in je pravzaprav predstavljalo jedro kasnejše Nemčije, vendar brez da bi se že v tem času razvila nemška identiteta.
Z delitvijo Frankovskega cesarstva 843 se je začel njegov razpad. Sin Karla Velikega, Ludvik Pobožni je še lahko ohranil njegovo enotnost. Za naslednika je določil svojega najstarejšega sina Lotarja I. Ta je dobil srednje cesarstvo in cesarsko čast, Karel Plešasti zahodni del in Ludvik Nemški zahodni del. Po smrti sinov Lotarja I., je bilo nekdanje srednje cesarstvo razdeljeno med Karla Plešastega in Ludvika Nemškega. Po Ludvikovi smrti 876 je bilo Vzhodno frankovsko cesarstvo prav tako razdeljeno med njegove tri sinove, Karlmana, Ludvika Mlajšega in Karla III. Debelega. Leta 880 je bila postavljena meja z Zahodnim frankovskim cesarstvom, ki je imela skoraj nespremenjena ločevati Nemško cesarstvo in Francijo skozi celoten srednji vek. Vzhodno-frankovski kralj Karel Debeli je po smrti svojih bratov in zahodno-frankovskega kralja lahko za kratek čas še enkrat združil Frankovski imperij, vendar ga je po nemočni vladavini leta 887 izpodrinil njegov nečak Arnulf Koroški, sin Karlmana. Z Arnulfovim sinom Ludvikom Otrokom je leta 911 umrl še zadnji član vzhodno-frankovskih Karolingov. Da ne bi ogrozili svoje lastne moči, so knezi izvolili za svojega kralja domnevno šibkega frankovskega kneza Konrada I. (911-918).

#### Otoni (919-1024)
Po Konradu I. (911-918), ki je po svoji izvolitvi hotel ohraniti – neuspešno - karolinško tradicijo, je sledil saški vojvoda Henrik I. iz rodu Liudolfincev (Otoni). Cesarstvo je do konca srednjega veka ostalo zaznamovano z volilno monarhijo in vplivom mogočnikov na državno politiko. V novejših raziskavah se sicer poudarja pomen časa Otonov za oblikovanje Vzhodne frankovske države, vendar ne velja več za začetek dejanske "nemške" zgodovine. Mnogo prej se je s tem povezan kompleksen proces zavlekel vsaj v 11. stoletje.
Henrik I. je ubranil državo pred vdori Madžarov in Slovanov. Ob frankovski dediščini je zdaj vedno bolj stopala v ospredje lastna skupna identiteta. Henrik I. je za naslednika določil svojega sina Otona I. Ta je najprej poskušal novo nastale plemenske vojvodine podrediti svoji moči. Za zavarovanje svoje moči se je vedno bolj opiral na cerkev (sistem državne cerkve). Leta 955 je Oton premagal Madžare v bitki na Leškem polju (Lechfeld). Leta 950 je prišla Češka, leta 963 pa Poljska začasno v fevdalno odvisnost od rimsko-nemškega vladarja. Oton je razširil področje vladavine na dele Italije. Po poroki z Adelajdo iz Burgundije se je kratek čas imenoval kralj Langobardov. Leta 962 pa je Oton dokončno dosegel svoje priznanje za kralja Italije in potem še kronanje za cesarja s strani papeža. V južni Italiji je prišel v konflikt z bizantinskim cesarjem. Njegov sin Oton II. se je naposled poročil s cesarjevo nečakinjo Teofano, južna Italija pa je vendarle ostala pod Bizancem. Oton II. je leta 982 proti Saracenom utrpel uničujoč poraz. Ozemlja vzhodno od Labe (Bilunška marka in Severna marka - Billunger Mark in Nordmark) so bila večinoma v veliki slovanski vstaji za približno 200 let izgubljena. Njegov sin Oton III. je umrl, preden je mogel uresničiti svoj načrt, da bi prestavil temelj moči v Rim; na kongresu v Gnieznu je leta 1000 priznal poljskega vladarja Boleslava I. Hrabrega kot sovladarja v kraljestvu. Zadnji otonski kralj Henrik II. se je moral v več vojnah postaviti proti Poljski (kralj Boleslav I. Hrabri) in Madžarski (Štefan I. Ogrski). Pod njim je bil sistem državne cerkve še nadalje nadgrajen.

### Visoki srednji vek

#### Salijci (1024-1125)
Leta 1024 so nemški knezi za kralja izvolili Salijca Konrada II. Leta 1032 je pridobil kraljestvo Burgundijo. Njegov naslednik, Henrik III. Nemški, je na sinodi v Sutriju odstavil tri rivalske papeže, imenoval reformatorja |Klemena II. za papeža in se dal 1046 po njem okronati za cesarja. Kmalu zatem je izdal prepoved simonije. V času vladavine Henrika IV. se je stopnjeval tako imenovani investiturni boj, v katerem so cerkveni reformatorji cesarju očitali simunijo. Henrik IV. Nemški je razglasil papeža Gregorja VII. za odstavljenega. Zdaj je papež izobčil kralja. Da bi odpravil cerkveno izobčenje, se je Henrik IV. odpravil na pot v Canosso. Leta 1080 pa je spet odstavil papeža Gregorja in se dal leta 1084 v Rimu okronati za cesarja po protipapežu Klementu III. Njegov sin Henrik V. Nemški se je naposled povezal s knezi zoper njega in ga odstavil. Dolgotrajno vojno je preprečila smrt očeta leta 1106. Pod Henrikom V. je leta 1122 z wormskim konkordatom prišlo do poravnave s Cerkvijo. V 11. stoletju se je regnum teutonicum (Tevtonsko kraljestvo) uveljavil kot stalen pojem in dobil v investiturnem boju politične obrise.

#### Staufovci (1138-1254)
S Henrikovo smrtjo se konča obdobje Salijcev in knezi so za kralja izvolili Lotarja III. iz Supplinburga. Po Lotarjevi smrti je leta 1138 kralj postal Staufovec Konrad III. Ta je Loterjevemu zetu, Welfu Henriku Ponosnemu, odrekel vojvodino. Konradov naslednik, Friderik I. Barbarossa je poskušal doseči poravnavo, s tem da je Welfu Henriku Levu leta 1156 dal vojvodini njegovega očeta, Saško in Bavarsko. Henrik Lev je kot nov fevdalni gospodar v letih 1147-1164 podjarmil Slovane v Mecklenburgu in na Pomorjanskem.
S pogodba iz Konstance leta 1153 je Friderik I. dosegel kronanje za cesarja, ki je sledilo leta 1155. Na začetku je premagal po večji samostojnosti stremeča lombardska mesta, vendar se ni mogel trajno uveljaviti nasproti njim. Ko je Aleksander III. postal papež, se je znova začel boj med cesarjem in papežem. Po porazu pri Legnanu je Friderik moral priznati Aleksandra kot papeža in Lombardsko zvezo. Leta 1180 je Friderik Henriku Levu, ki ni več podpiral njegove politike v Italiji, odvzel vojvodine. Na koncu je moral Friderik, ki je poudarjal »honor imperii« (cesarsko čast), v političnem oziru mogočnikom v državi dati več koncesij. Leta 1187 je Friderik I. prevzel vodstvo nad križarji in leta 1190 umrl v Siriji.
Friderikov sin Henrik VI. je 1194 zahvaljujoč poroki z normansko princeso Konstanco postal kralj Sicilije. Ko je Henrik VI. 1197 umrl, je prišlo do dvojne izvolitve Staufovca Filipa Švabskega, brata Henrika VI. in Welfa Otona IV., sina Henrika Leva. Po umoru Filipa leta 1208 je Oton IV. postal kralj. Papež pa je zaradi Otonovega italijanskega pohoda podprl Staufovca Friderika II., sina Henrika VI., ki je bil leta 1212 izvoljen za protikralja. Leta 1214 je bitka pri Bouvinesu prinesla odločitev v korist Friderika, ki je leta 1215 pridobil cesarsko krono. Friderik je vladal svoji državi iz svoje domovine Sicilije, kjer je tudi razpolagal z bistveno več politične moči, kot je bil to primer v nemškem delu cesarstva. Vladanje v Nemčiji je prepustil svojemu sinu Henriku. Leta 1235 je namesto Henrika nastavil njegovega brata Konrad IV. Zaradi Friderikove politike do Italije in političnih oblastnih zahtev z obeh strani je prišlo do boja za moč s papežem Gregorjem IX., ki je cesarja izobčil leta 1227. Vendarle je Friderik dosegel predajo Jeruzalema v Sveti deželi. Konflikt se je nadaljeval, ko je papež Inocenc IV. nastopil Gregorjevo nasledstvo. Inocenc je 1245 cesarja celo razglasil za odstavljenega. Friderik II. je umrl decembra 1250. Po njegovi smrti je papežev boj proti Staufovcem divjal dalje. Konrad IV. se je lahko uveljavil v Kraljevini Siciliji, vendar je umrl leta 1254. Leta 1268 je bil zadnji Staufovec Konradin, šestnajstletni sin Konrada IV., javno usmrčen v Neaplju po boju za svojo sicilijansko dediščino zoper Karla Anžujskega.

### Pozni srednji vek
Poznega srednjega veka (okoli 1250-1500) se v novejših raziskavah v nasprotju s starejšim naukom ne pojmuje več kot čas zatona. Čas do poznega 14. stoletja je bil močno zaznamovan z volilno kraljevino: tri velike družine, Habsburžani, Luksemburžani in Wittelsbachi so imeli največji vpliv v kraljestvu ter največje fevdalno gospostvo. Resda je prihajalo do kriz kot so lakote zaradi prenaseljenosti, izbruhi kuge sredi 14. stoletja (črna smrt, kateri je podlegla ena tretjina prebivalstva in v okviru katere je prišlo do protijudovskih pogromov) in zahodni razkol (1378-1417). Toda v poznem srednjem veku so cvetela tudi mesta in trgovina z razraščajočo se Hanso (trgovska zveza severnonemških trgovcev in mest), prišlo je do temeljnih političnih strukturiranj in začel se je prehod v renesanso.

#### Medvladje in začetek kraljevine rodbinskih gospostev (1254-1313)
Po koncu Štaufovcev je moč kraljev zatonila. Kraljevska oblast se je naslanjala samo še na majhno državno lastnino (Reichsgut), ki se je zlasti v 14. stoletju preko zastave državne lastnine (Riechspfandschaf) v veliki meri izgubila. Kralj je zdaj moral poskušati razširiti svoje rodbinsko gospostvo (Hausmacht) in na ta način krojiti politiko. Za nov dejavnik moči so se medtem izkazala svobodna cesarska mesta. Skupina mogočnejših cesarskih knezov (kasneje volilnih knezov) je na z ustavnopravnega vidika izjemnih dvojnih volitvah izvolilo za kralja tako Riharda Cornwallskega iz Anglije kot Alfonza Kastilskega. To je dalo volivcem, to se pravi regionalnim silam, možnost, da so še nadalje povečali svojo moč na škodo centralne oblasti. Oba izvoljena pa sta bila prešibka, da bi se uveljavila v državi, in sta si bolj kot ne samo prizadevala za cesarsko krono. Rihard je bil zelo poredkoma v cesarstvu, Alfonz pa vanj ni nikoli vstopil. Sodobniki so že tedaj govoril o "medvladju", času brez kraljev, vendar to obdobje v novejših raziskavah bolj razdelano presojajo, še posebej ker ni prišlo do razpada cesarstva.
Medvladje se je končalo leta 1273 z izvolitvijo Rudolfa Habsburškega. Od tega časa dalje so bili volilni knezi ekskluzivni volilni zbor in so tudi terjali pravico do udeležbe. Rudolf je habsburški hiši utrl pot, po kateri je postala ena najmočnejših dinastij v državi. Mogel je ponovno utrditi kraljevsko moč in učinkovito izrabljati manevrski prostor, a mu ni uspelo postati cesar (bil je samo kralj, za cesarja bi ga moral okronati papež). Njegova dva naslednika, Adolf Nassauski in Albreht I., sta bila v konfliktu z volilnimi knezi zaradi ekspanzivne politike rodbinskega gospostva. Leta 1308 je bil za kralja izvoljen Luksemburžan Henrik VII. Ta je mogel 1310 razširiti svoje rodbinsko gospostvo na Češko, luksemburška hiša pa se je dvignila do druge velike poznosrednjeveške dinastije poleg Habsburžanov. Sledeč Staufovcem se je zopet loteval politike do Italije in je bil v juniju 1312 v Rimu okronan za cesarja. Umrl je v avgustu 1313 v Italiji.

#### Ludvik IV. Bavarec in Karl IV. (1314-1378)
Po Henrikovi smrti se je, po dvojnih volitvah leta 1314, nasproti Habsburžanom uveljavil Wittelsbach Ludvik Bavarec. Leta 1327 je Ludvik odpotoval v Italijo in bil naslednje leto v Rimu okronan za cesarja, vendar brez sodelovanja papeža, ki je Ludviku odrekel papeško odobritev. V boju cesarja proti papeštvu, zadnjem spopadu obeh univerzalnih sil srednjega veka, so volilni knezi na volilnem zboru v Rhensu 1338 potrdili, da po njih izvoljenemu kralju ni potrebno dobiti papeževe potrditve. Leta 1346 se je oblikovala s strani Luksemburžanov vodena opozicija proti Ludvikovi politiki rodbinskega gospostva. Luksemburžan Karl IV. je bil izvoljen s strani svojih privržencev ob podpori papeža za protikralja.
Ludvikova smrt leta 1347 je preprečila daljšo vojno. Karl IV. je prestavil težišče svoje oblasti na Češko. K ozemlju svojega rodbinskega gospostva je med drugim pridobil še Brandenburško marko. S pogodbo iz Namysłówa (nem. Namslau) leta 1348 je Kazimir Veliki iz Poljske priznal pripadnost Šlezije Češki - in s tem Svetemu rimskemu cesarstvu -, vendar je pozneje poskušal pri papežu to izpodbiti. Leta 1348 je bila v Pragi ustanovljena prva univerza v nemškem jeziku. Leta 1355 je bil Karl okronan še za cesarja. Odrekel se je nadaljevanju politike do Italije in je tudi na zahodu deloma opustil cesarske pravice; obsežno je zastavljal državno lastnino (Reichsgut), tako da so se mogli naslednji kralji dokončno opreti le še na svoje rodbinsko premoženje. Zlata bula iz leta 1356 je do konca Svetega rimskega cesarstva predstavljala nekakšen temeljni zakon in urejala načine volitev (vključno s principom večine). Njen glavni cilj je bila preprečitev protikraljev in bojev za prestol. Karl je mislil, da je zacementiral položaj moči luksemburške hiše, predvsem zaradi svojega močnega rodbinskega gospostva, vendar naslednjim luksemburškim kraljem ni uspelo z njim učinkovito razpolagati.

#### Začetek vzpona Habsburžanov (1378-1493)
Pod Karlovim naslednikom je kraljeva moč dokončno zatonila. Vaclava, starejšega sina Karla IV., so odstavili leta 1400 štirje porenski volilni knezi zaradi nedejavnosti. Po smrti njegovega naslednika Ruprehta Palatinskega iz hiše Wittelsbachov v letu 1410 je bil z Vaclavovim bratom Sigismundom, ki je že bil kralj Madžarske, ponovno izvoljen Luksemburžan. Sigismund je bil izobražen in inteligenten vladar, vendar ni imel zadostne baze moči v cesarstvu. Sicer je leta 1433 dosegel kronanje za cesarja, vendar ni bil v stanju stabilizirati kraljestvo. Reforma cesarstva je padla na osebnih interesih zemljiških gospodov. S sklicem koncila v Konstanci pa je vendarle mogel končati zahodni razkol.
S smrtjo Sigismunda je hiša Luksemburžanov ugasnila po moški liniji. Habsburžani so z Albrehtom leta 1438 nastopili nasledstvo. Od 1438 do 1740 in od 1745 pa do konca cesarstva leta 1806  je imela sedaj hiša Habsburžanov postavljati rimske kralje.
Pod dolgo vladavino Friderika III. (1440-1493) je bil položen temeljni kamen za kasnejšo habsburško politiko svetovne moči.

## Zgodnji novi vek

### Maksimilijan I. (1486-1519)
Maksimilijan I. je s poroko za svojo hišo pridobil vojvodino Burgundijo, h kateri je pripadala bogata Nizozemska, ter jo še potrdil v vojni proti Franciji. Leta 1495 je državni zbor v Wormsu sprejel reformo cesarstva. Maksimilijanovega sina Filipa Lepega so leta 1496 poročili z dedinjo Španije. Maksimilijan si je leta 1508 brez papeževega kronanja privzel cesarski naslov. De facto je končal potovanja rimsko-nemških kraljev na cesarska kronanja v Rim (vendar je bil njegov nečak Karel V. v Bologni še okronan s strani papeža). Razlog so bili različni naraščajoči konflikti s Francijo in Benetkami, katerih vojaki so zaprli mnoge gorske prelaze. Preko njegove politike porok sta poleg španske krone še Češka in Madžarska prešle od Jageloncev v habsburško območje oblasti.

### Reformacija in protireformacija (1517-1618)
Z objavo Luthrovih 95 tez proti trgovini z odpustki se je leta 1517 začela reformacija.
Leta 1519 je bil za kralja izvoljen Habsburžan Karl V. in se je po svojem kronanju leta 1520 označil za "izvoljenega cesarja"; šele deset let kasneje je bil kot zadnji nemški cesar okronan s strani papeža v okviru sprave, to pot ne v Rimu, ampak v Bologni. Pod Karlom se je Habsburška hiša dvignila do svetovne sile. V zunanji politiki je bil zapleten v stalne vojne za zavrnitev Turkov kakor tudi proti Franciji in papežu. Na ta način je bil njegov položaj v samem cesarstvu šibak in ni mogel preprečiti širjenja reformacije.
V letih od 1522 do 1526 je bil v mnogih deželah in mestih cesarstva uveden Luthrov nauk. Reformacija je nastopila preko deželnih vladarjev, ki so postali tudi deželni škofi. Cesarjev brat Ferdinand je želel odpraviti toleriranje luterancev. Proti temu so protestirali evangeličanski deželni knezi. Od tod izhaja oznaka »protestanti« za pripadnike evangeličanske verske smeri.
Slab položaj kmetov je že v 15. stoletju vodil do krajevnih vstaj, v času reformacije pa je med 1524 in 1526 prišlo do kmečke vojne (Bauernkrieg). Leta 1525 je bila kmečka vojska pod vodstvom Thomasa Müntzerja uničena pri Frankenhausenu.
V šmalkaldenski vojni leta 1546/1547 je prvič prišlo do boja katoličanov pod vodstvom cesarja s protestanti. Cesar je dobil vojno, vendar Augsburškega interima ni mogel uveljaviti.
Ko so se knezi onkraj verskih delitev dvignili proti njemu, se je Karel V. leta 1556 odrekel Španiji v korist svojega sina Filipa II. in postavil svojega brata Ferdinanda za svojega naslednika v cesarstvu. Novi kralj je že leta 1555 izpogajal augsburški verski mir.
Pod vplivom reformacije je katoliška cerkev začela z notranjo reformo. Poleg tega je nastopila protireformacija. Ta je na eni strani obstojala v preganjanju s strani inkvizicije proti dvomljivcem v uradni papeški nauk, na drugi strani so nastali novi redovi, med katerimi so jezuiti igral vodilno vlogo pri rekatolizaciji.
Kljub temu je bila verska politika Ferdinandovega sina in naslednika Maksimilijana II. razmeroma strpna, medtem ko so v istem času v Franciji divjale verske vojne. Maksimilijanov sin Rudolf II. se je nasprotno v svoji rezidenci v Pragi vedno bolj umikal iz resničnosti, medtem ko se verski konflikti še nadalje zaostrovali. Prišlo je do kölnske vojne, ko je tamkajšnji nadškof prestopil v protestantizem, in na Nizozemskem, ki je pripadala cesarstvu, se je zaostril odpor proti strogo katoliški vladavini španskih Habsburžanov.
Protestantski knezi so se leta 1608 pod vodstvom Friderika Palatinskega združili v Unijo. Skladno s tem so se katoliški knezi leta 1609 pod vodstvom bavarskega vojvode Maksimilijana I. združili v Ligo.

### Tridesetletna vojna (1618-1648)
Potem ko je cesar Rudolfa II. vladne posle prepustil svojemu bratu Matiji, je ta zopet omejil protestantom dodeljene pravice. Zato je leta 1618 prišlo do praške defenestracije, pri kateri so češki predstavniki stanov na praškem gradu vrgli skozi okno dva cesarska namestnika.
Po cesarjevi smrti je bil vodja Unije, Friderik Palatinski (Pfalški), leta 1619 razglašen za kralja Češke. Novi cesar Ferdinand II. je z vojsko Katoliške lige odšel na Češko. V bitki na Beli gori leta 1620 je bila češka vojska poražena. Po Friderikovem begu je poveljnik Tilly zasedel Pfalško in Zgornjo Pfalško. Bavarski vojvoda Maksimilijan I. je dobi dostojanstvo pfalškega volilnega kneza.
Danski kralj Kristijan IV. je leta 1625 vkorakal s svojo vojsko v severno Nemčiji. Vendar je bil poražen s strani cesarske vojske pod Tillyjem in češkimi plemičem Wallensteinom. Pomorjansko, Jutlandijo in Mecklenburg je zasedla katoliška vojska.
Po koncu danske vojne je cesar leta 1629 izdal restitucijski edikt. Zaskrbljeni zaradi njegove znatno povečane moči so državni stanovi leta 1630 na zboru volilnih knezov v Regensburgu dosegli odstavitev njegovega vojskovodje Wallensteina.
Sedaj je v vojno dogajanje posegel švedski kralj Gustav II. Adolf. Pri Rainu je leta 1632 padel vojskovodja Tilly. Cesar je nato ponovno nastavil Wallensteina. V bitki pri Lützenu 1632 je padel švedski kralj.
Wallenstein je bil leta 1634 vnovič odstavljen in kmalu nato umorjen. Da bi pregnal Švede z nemškega ozemlja, je cesar sklenil s protestantskimi saškimi volilnimi knezi leta 1635 ločen mir, t. i. praški mir. 
Katoliška Francija le leta 1635 posegla vmes na strani Švedov, vendar nobena od obeh strani ne mogla odločiti vojne v svojo korist. Obsežni predeli kraljestva so bili opustošeni. Predvojno število prebivalcev je bilo ponovno doseženo šele okoli 1.750. Novi cesar Ferdinand III. si je od 1637 okrepljeno prizadeval za mirovna pogajanja, ampak Nemčija je za dolgo postala igrača tujih sil, s čimer se je trpljenje prebivalstva še nadalje podaljšalo. Pogajanja, ki so potekala od 1642 dalje, so 24. oktobra 1648 privedla do vestfalskega miru.
Mirovni sporazum je vključeval odstop delov Lorene in Alzacije Franciji. Nizozemska in Švica sta se uradno ločili od cesarstva. Položaj državnih stanov in teritorijev se je okrepil in potrjen je bil augsburški verski mir. Ob spremembi veroizpovedi deželnega gospoda se ni več isto zahtevalo tudi od prebivalstva. Moč cesarja je bila še nadalje skrčena, njegova zmožnost uveljavljanja je v prihodnosti temelji samo še na položaju njegove dinastije.
Sveto rimsko cesarstvo je razpadlo na 382 suverenih in polsuverenih teritorijev. Ta državna tvorba je bila s strani sočasnega ustavnega pravnika Samuela Pufendorfa označena kot "pošast" ali kot "po božji previdnosti ohranjen nestvor" (»durch göttliche Fügung bewahrtes Unding«). Pufendorf pa je tudi kot eden izmed prvih uporabil izraz »Deutschland« (tj. Nemčija).

### Absolutizem (1648-1789)
Opustošenje in upad prebivalstva v tridesetletni vojni sta spodbudila razvoj državno vodene ekonomske in socialne politike. Z merkantilističnim gospodarskim sistemom je bil povezan nastanek absolutistične oblike vladavine po vzoru francoskega kralja Ludvika XIV.
Pod volilnim knezom Friderikom Vilijemom Brandenburškim se je leta 1640 začel vzpon Prusije. Naslednji volilni knez Friderik III. se je dal leta 1701 okronati za kralja Friderika I. v Prusiji. To povzdignjenje v višji stan je uspelo samo zato, ker je kot vojvoda Prusije razpolagal z ozemljem zunaj meja Svetega rimskega cesarstva, ki je bilo popolnoma suvereno nasproti cesarstvu. Proti plačilu dveh milijonov tolarjev in napotitvi kontingenta vojakov v cesarsko vojsko je habsburški cesar Leopold I. naposled privolil. Vzpon Brandenburške-Prusije, kasneje preprosto imenovane Kraljevina Prusija, je privedel do dualizma z Avstrijo, ki je določal nemško notranjo politiko do leta 1866.
Pod Habsburžanom cesarjem Leopoldom I. je bilo cesarstvo izpostavljeno dvojni grožnji s strani Turkov in s strani ekspanzionistične vneme Francije pod Ludvikom XIV. Leta 1683 je cesar mogel s podporo nekaterih nemških knezov in poljskega kralja Jana III. Sobieskega, ki je zmagal proti Kara Mustafi v bitki pri Kahlenbergu blizu Dunaja, potolči Turke pred Dunajem in jih pregnati iz Madžarske.
Na ta način je bila preprečena vojna proti Franciji, na katero so že imeli pozvati. Francija je – izrabljajoč zunanjepolitično priložnost – ob izključevanju ustavnega stanja vključila v svoj teritorij svobodno cesarsko mesto Strasbourg in druga področja v Alzaciji, čeprav so bila ta področja del državnih stanov.
Z izvolitvijo saškega volilnega kneza Friderika Avgusta I. za kralja Poljske leta 1697 je prišlo do personalne unije Saške in Poljske, trajajoče do leta 1763, ko se je razbila z veliko severno vojno in poljsko nasledstveno vojno. Prav tako je od 1714 do 1837 obstajala personalna unija Anglije in Hannovra.
Izumrtje španskih Habsburžanov je leta 1701 sprožilo špansko nasledstveno vojno, ki je s smrtjo Jožefa I. ubrala za Habsburško hišo neugodno smer, vendar pa tudi omajala moči Francije. Kljub temu je avstrijska habsburška hiša postala pod Leopoldom I. in Jožefom I. evropske velesila.
Izumrtje avstrijskih Habsburžanov po moški liniji s cesarjem Karlom VI. je privedlo leta 1740 do avstrijske nasledstvene vojne. Wittelsbach Karl VII. je bil izvoljen za novega cesarja, Friderik II. (kralj Prusije) pa je vdrl v habsburško kronsko deželo Šležijo.
Hči Karla VI., Marija Terezija, je sicer mogla z britansko pomočjo naposled ubraniti cesarsko krono v korist svojega moža Franca I. nasproti pruskim hegemonijalnim zahtevam, vendar je v sedemletni vojni leta 1763 dokončno izgubila Šlezijo v korist Prusije.
Švedska je s svojim porazom v veliki severni vojni (1700-1721) proti Rusiji, Danski, Saški-Poljski in Prusiji izgubila skoraj vsa posestva v cesarstvu. S tremi delitvami Poljske leta 1772, 1793 in 1795 sta Avstrija in Prusija prišli do znatnih ozemeljskih pridobitev.
Razsvetljenstvo je našlo svojo pot v Prusijo pod Friderikom Velikim (Stari Fritz, der Alte Fritz), ki je vladal v skladu z načeli razsvetljenega absolutizma. Tudi v Avstrijo pod cesarjem Jožefom II. je razsvetljenstvo našlo svojo pot. Vendar pa ni vodilo do reform, ki so pretresle fevdalna razmerja moči. Jožefov brat in naslednik Leopold II. je moral del reform v avstrijskih dednih deželah ponovno umakniti.

## »Dolgo 19. stoletje«(1789-1914)
Kot zgodovinsko obdobje ima 19. stoletje izjemno dolžino, s tem ko se začne že leta 1789 in konča šele leta 1914, vsakokrat s prelomnimi dogodki tudi za nemško zgodovino. Začetek tvori francoska revolucija in začasna nadvlada Napoleona Bonaparta nad Evropo; konec naznačuje izbruh prve svetovne vojne, s katero so po besedi tedanjega britanskega zunanjega ministra Edwarda Greya v Evropi ugasnile luči. Za Nemčijo je bilo to dolgo stoletje tista doba, v kateri sta bili svoboda in enotnost naroda kot državljanski zahtevi predstavljeni nemškim knezom in sta se v revoluciji 1848-1849 sprva izjalovili, v kateri je industrijska revolucija ustvarila nove gospodarske, socialne in politične strukture in v kateri je s pomočjo pruske vojske pod Bismarckovim političnim vodstvom Nemško cesarstvo prišlo do svoje uresničitve.

### Od konca starega cesarstva do propada Napoleona I.
V zgodnji fazi revolucije, povezani s svobodoljubnim patosom, splošnimi človekovimi pravicami in ustavo z delitvijo oblasti, so bili tudi v Nemčiji ti dosežki deloma navdušeno pozdravljeni. V izobraženih krogih so poznali in cenili francoske razsvetljence kot so Voltaire, Montesquieu in Rousseau. Radikalizacija revolucionarnega dogajanja v Franciji vse do trajne uporabe giljotine proti "sovražnikom ljudstva" in sumljivim pa je zunaj hitro vodila do prevladujočega odklanjanja tega razvoja. Plemiški emigranti, ki so pobegnili iz revolucionarne Francije, so netili protirevolucionarno razpoloženje na dvorih v tujini. V pilniški izjavi sta cesar Leopold II. in kralj Friderik Vilijem II. Pruski že grozila z vojaško intervencijo v korist francoskega kralja Ludvika XVI. Vendar v sledečih koalicijskih vojnah proti francoski revolucionarni vojski ni bilo nobenega prebojnega uspeha. Namesto tega je iz vrst le-te izhajajočemu generalu Napoleonu Bonapartu uspelo prisvojiti si z vojaškimi uspehi in politično spretnostjo vodstvo republike, se kmalu okronati za cesarja francozov in tudi po svoje na novo urediti politične razmere v Nemčiji.
Medtem ko so bili Francozi kot nacija združeni v eni državi, je Sveto rimsko cesarstvo nemškega naroda prej nudilo sliko državne razdrobljenosti na teritorije različnih velikosti, v posesti več kot 300-ih članov državnih stanov. Nemci, kot kulturna nacija sicer združeni po jeziku, literaturi in duhovnem življenju, so bili daleč od tega, da bi tvorili politično nacijo (Staatsnation). Za Goetheja Nemčije ni bilo ravno mogoče določiti: "Kjer se učeno začne, se politično neha."
Z lunevillskim mirom v letu 1801, ki je celotno območje levo od Rena priključil Franciji in imel za posledico zahteve po kompenzaciji s strani članov državnih stanov, je Napoleon postal "razsodnik nad Nemčijo". Njegovi zahtevi po krojenju politike je bil posledično podvržen tudi vrhovni sklep cesarske deputacije (Reichsdeputationshauptschluss) iz leta1803, s katerim so katoliški knezi v Nemčiji v okviru sekularizacije in mediatizacije (pripojitve manjših kneževin večjim) izgubili skoraj vse svoje posesti. Ozemeljsko razširitev so dosegle predvsem Prusija, Bavarska, Württemberg in Baden. Kmalu po tem, ko se je Napoleon leta 1804 napravil za cesarja Francozov, se je Franc II. razglasil za dednega cesarja Avstrije, saj je kot rimsko-nemški cesar postal nepomeben.
Z zmago Napoleona v bitki treh cesarjev pri Austerlitzu leta 1805, z ustanovitvijo Renske zveze pod francoskim protektoratom leta 1806 in z Napoleonovo zmago nad Prusijo v bitki pri Jeni in Auerstedtu kakor tudi z njegovim sledečim vstopom v Berlin je francosko obdobje v Nemčiji s silo nastopilo svoj tek. Poseben razvoj držav Renske zveze je postavil piko na i z razpadom starega cesarstva, ko je Franc II. tedaj tudi uradno odstopil kot rimsko-nemški cesar. Renska zveza, kateri je vojaško kot tudi zunanjepolitično zapovedoval Napoleon, je deloma izvedla notranje reforme po francoskem zgledu, vendar je postala, kolikor dlje toliko očitneje, inštrument francoske hegemonije v Napoleonovi službi. Prusija je s tilsitskim mirom izgubila posesti zahodno od Labe in skoraj vse ozemeljske pridobitve iz delitve Poljske: bila je skoraj prepolovljena. Toda tudi skozi francosko zasedbo očitna ogroženost državnega obstoja je pripravila teren za pruske reforme pod Steinom in Hardenbergom, ki naj bi predvsem za vojsko (Scharnhorst in Gneisenau), za gospodarstvo in za izobraževalni sistem (Wilhelm von Humboldt) obudile nove sile in odprle nove resurse.
Ker je Napoleon Nemčijo v glavnem obravnaval kot cesarsko rekrutacijsko bazo za Grande Armee in jo napravil za objekt finančnega in ekonomskega izkoriščanja, sta se začetno občudovanje do Korzičana ali relativna ravnodušnost sprevrgla v odpor, zagrenjenost in sovraštvo do francoske okupacijske oblasti. Napoleonova uvedba celinske zapore proti Angliji, ki je povzročila obsežno tihotapljenje, proti kateremu se je zopet ukrepalo represivno z vojaškimi sredstvi, je še povečalo splošno nezadovoljstvo. Ljudje so bili nenehno izpostavljeni nadzorom in nadlegovanjem in so trpeli zaradi draginje in težav s preskrbo.
Šele Napoleonov propadli pohod v Rusijo je leta 1813 ustvaril položaj, v katerem je lahko koalicija ostalih evropski sil premagala čete, ki so preostale Napoleonu, in končala francosko nadvlado v Nemčiji kot tudi v Evropi. Signal za začetek osvoboditvenih vojn je dal pruski general Yorck von Wartenburg, s tem ko je 30. december 1812 brez ukaza svojega kralj, ki je še nekaj tednov okleval, sklenil tauroggensko (rus. tajrogensko) konvencijo (z njo so pruske čete prestopile od Napoleona na rusko stran). Uradno je prusko-ruska aliansa nastala konca februarja 1813. Avstrija je šele avgust 1813 vstopila v vojno proti Napoleonu, vendar je bistveno prispeval k njegovemu porazu v bitki narodov pri Leipzigu oktobra 1813. Sedaj se je tudi Renska zveza odrekla Napoleona in do konca leta je bila vsa Nemčija osvobojena.

### Nemška zveza in "Sveta Aliansa" (od 1815)
Ko so se evropske sile na dunajskem kongresu lotile na novo urejati zapuščino Napoleonove dobe tudi v Nemčiji, so poskušali ohraniti ravnotežje med razdrobljenostjo, ki bi kot vakuum moči lahko prebudila poželjivost tako zahodne kot vzhodne sosednje sile, Francije in Rusije, in nacionalno poenoteno nemško velesilo, ki bi s svoje strani lahko šla po poti ekspanzionizma. Kot za vse sprejemljiva nova stvaritev je tako nastala Nemška zveza, ne zvezna država, ampak državna zveza 41 suverenih članic s stalnim v Frankfurtu zasedajočim kongresom delegatov, zvezno skupščino, kot edinim skupnim organom. S kralji Anglije, Nizozemske in Danske so bili po eni strani tudi tuji knezi s teritorialnimi posestvi zastopani v Nemški zvezi; vladarja Avstrije in Prusije pa sta po drugi strani razpolagala dodatno z območji zunaj zveze.
Poudarjeno restavracijski značaj sklepov z dunajskega kongresa se je še posebej pokazal v s strani carja Aleksandra pobudeni Sveti aliansi, s katero so evropski vladarji drug drugemu izpričali povezanost in medsebojno podporo in z njo soglašali, da bodo svojim ljudstvom na očetovski način krščansko in mirno vladali. "Sveta aliansa ni instrument realne politike evropskih sil, vendar pa postane simbol konservativne, protirevolucionarne restavracije in stabilizacijske politike." V politični praksi sta šli obe velesili v Nemški zvezi, Avstrija z Metternichom na čelu in Prusija, posebej odločeni po poti restavracije. Tako Friderik Vilijem III. Pruski na splošno razočaranje vseh privržencev reform ni izpolnil svoje ponovne obljube, da bo Prusijo naredil za državo s svojo ustavo, medtem ko je v južni Nemčiji obstajala cela vrsta ustavnih držav. To si je veliko prostovoljcev, ki so za svobodo in enotnost domovine šli v osvobodilno vojno, drugače predstavljalo.
Protestno razpoloženje se je koncentriralo v študentskih bratovščinah (Burschenschaften) in prihajalo do izraza v javnih manifestacijah, tako denimo na praznovanju v Wartburgu (Wartburgfest) leta 1817, kjer so bile poleg zahteve po narodni enotnosti in ustavno zagotovljeni svobodi izražene tudi take proti policijski državi in fevdalni družbi. Po študentu teologije, Karlu Ludwigu Sandu izvršeni umor pisatelja Augusta von Kotzebueja, ki se je posmehoval bratovščinam in je oskrboval rusko vlado s poročili o jakobinskih tendencah na nemških univerzah, kakor še en atentat z bratovščinsko-radikalnim ozadjem sta postala povod za s strani Metternicha pobujene karlbadske sklepe leta 1819. Ti so vodili do prepovedi bratovščin, do nadzora nad univerzami tudi v zvezi z državi sovražnim poukom, do razširjene cenzure tiskovin in do "izvršilne pristojnosti zoper uporne ali revolucionarne države članice" Nemške zveze. »S tem ko je bilo zadušeno in zatrto sleherno svobodno gibanje, se ni moglo oblikovati nobeno politično življenje, javnost in odgovornost, nobeni veliki cilji in nobene konkretne naloge, nobena svobodna izmenjava med različnimi močmi."
Nemško življenje je bilo odrinjeno v notranjost, v čaščenje umetnosti, v znanost ali zgodovino, vsekakor v obsežno depolitizacijo. Državljani, ki niso želeli ohranjati politične protestne drže v ilegali ali jo teoretično poglabljati, so se okrepljeno posvečali zasebnemu življenju v okviru doma in družine. Majhnost, preglednost in prijetnost so sodili v bidermajerski ambient in oblikovali skupno življenje. Skupni nedeljski sprehodi družine so bili sedaj v meščanskem okolju tako običajni kot božično drevesce, prepevanje božičnih pesmi in doma izvajana glasba v ozkem krogu.

### Predmarčna doba in revolucija 1848/49
Julijska revolucija iz leta 1830 v Franciji so imeli učinke tudi dlje proti vzhodu. Tako je prišlo do neuspešne vstaje na Poljskem proti ruski nadvladi in do toka poljskih emigrantov proti zahodu. V Nemčiji se je sprostila vmesna otrplost političnega življenja. Jasna manifestacija ponovno obujenega javnega nastopanja za svobodo in enotnost je bilo praznovanje v Hambachu (Hambacher Fest)leta 1832, kjer so bile v znamenju črno-rdeče-zlatih zastav ob veselju množice izrečene zaveze za združeno, demokratično-republikansko Nemčijo. Čeprav represivne reakcije niso izostale, se je tu kot tudi pri profesorskem odporu göttingenške sedmerice leta 1837 vendar pokazalo, da se še nadalje obstoječa ureditev karlbadskih odlokov ni vsepovsod uveljavila.
Ob renski krizi leta 1840, ki so jo sprožile francoske ambicije po nemških ozemljih na levem bregu Rena, so državljani in vladajoči prišli skupaj v prizadevanju po nacionalni samouveljavitvi. Fridrik Vilijem IV. Pruski je uprizoril praznik ob gradnji kölnske katedrale leta 1842 "kot priznanje nemške veličine in sprave med veroizpovedmi v znamenju skupne kulturne dediščine", vendar brez pripravljenosti, da bi pustil svojo brez ustave obstoječo "očetno vladavino" postaviti pod vprašaj. Poleg neizpolnjenih političnih zahtev med meščanstvom so bile dodaten vzrok za destabilizacijo ureditve Nemške zveze v predmarčni dobi tudi slabe socialne razmere. Ob rasti prebivalstva za dobro tretjino z 22 na 35 milijonov ljudi med 1815 in 1848 ni na drugi strani stalo niti približno sorazmerno povečanje kmetijske proizvodnje, z obupnim stanjem preskrbe kot posledico. Pavperizem je pojem in opis stanja za bedo tega časa. Krompirjeva plesen in slabe letine žit so od 1845 dalje še poslabšale položaj.
Ko je februarska revolucija iz leta 1848, ki je zopet izvirala iz Pariza, dvignila prah po Evropi, je obstajalo zaradi tega zelo razširjeno nezadovoljstvo in pripravljenost za upor proti obstoječim razmeram. Na Dunaju so 13. marca izsilili Metternichov odstop, medtem ko je cesarski dvor začasno preselil svoj sedež v Innsbrucku. V Berlinu se je Fridrik Vilijem IV. odzval na boje na barikadah in na revolucionarne žrtve v marčni revoluciji z apelom, ki je zagovarjal ljudska zastopništva na stanovski podlagi, ki je sprejel črno-rdeče-zlati barvni simbol za združeno Nemčijo in ki se je sklenil s formulo: »Prusija se od zdaj naprej združuje z Nemčijo« (»Preußen geht fortan in Deutschland auf«).
500 liberalcev in demokratov iz cele Nemčije je 31. marca v Frankfurtu na Majni oblikovalo predhodni parlament (Vorparlament), katerega rezultate posvetovanj je zvezna skupščina, odslej določena z marčnimi vladami, pretvorila v sklepe. Razpuščen je bil 18. maja 1848, s tem ko se je v frankfurtski cerkvi Sv. Pavla sestal izvoljeni nemški narodni zbor. Zbor v cerkvi Sv. Pavla se je najprej ukvarjal predvsem z izdelavo ustave in zanemaril ob tem razjasnitev vprašanja moči nasproti restavracijskim silam v Avstriji in Prusijo, ki so se postopno konsolidirale. Z oblikovanjem začasne vlade 28. junija 1848 namesto zvezne skupščine in imenovanjem nadvojvode Janeza Habsburško-Lotarinškega (Johann von Österreich) za cesarskega regenta so dali signal za udeleženost Avstrije v nemški nacionalni državi in s tem grobo prezrli Friderika Vilijema IV. Pruskega. Šibkost s strani narodnega zbora postavljene izvršilne oblasti se je še posebej pokazala v vojaškem pogledu, ko so obe nemški velesili in poleg tega še nekaj srednje velikih sil zavrnile, da bi se njihove čete poklonile regentu. In tako se pruska vlada med sporom z Dansko glede Schleswiga in Holsteina v avgust 1848 ni brigala za frankfurtske direktive, pač pa je zasledovala le svoje lastne interese.
Prvotno favorizirana velikonemška rešitev za nemško nacionalno državo z vključitvijo delov avstrijske večnacionalne države se je izjalovila v jeseni 1848 ob pretenziji po samouveljavitvi ponovno okrepljene monarhije. Delegacija iz cerkve Sv. Pavla, ki je bila po tem pozneje poslana v Berlin z namenom uresničitve malonemške rešitve, je bila s svojo ponudbo cesarske krone Frideriku Vilijemu IV. zavrnjena. Tudi položaj le-tega je bil tistega 3. april 1849 že dolgo spet tako utrjen, da ni hotel imeti več nobenega opravka z "mrhovinastim vonjem revolucije" („Ludergeruch der Revolution“). Po tem je narodni zbor začel razpadati, dokler ni bil v Stuttgart prestavljeni okrnjeni parlament (t. i. Rumpfparlament, to je torzo parlament) 18. junij 1849 razgnan s strani württemberške vojske. S kampanjo za državno ustavo povezane majske vstaje v Dresdnu, na Rensko-Pfalškem in v Badnu so tedaj že propadle; zadnji revolucionarji so se predali 23. julija v Rastattu.
Preostali sadovi in bistveni vidiki recepcije spodletele revolucije 1848-1849 so se nahajali predvsem na ravni ustavi: po eni strani se je zdaj tudi v Prusiji sprožil proces konstitucionalizacije. Po drugi strani so bile recimo z ustavo iz cerkve Sv. Pavla, ki je za kratek čas stopila v veljavo 28. Marca 1849, v zvezi s temeljnimi pravicami in federalizmom prvič postavljene za Nemčijo norme, ki so bile pozneje prevzete v Weimarsko ustavo leta 1919 in v temeljni zakon za Zvezno republiko Nemčijo leta 1949.

### Industrializacija in prusko-avstrijski dualizem (1850-1866)
Z dvojnim neuspehom frankfurtskeg narodnega zbora najprej ob avstrijski, nato pa ob pruski reakciji so bile zdaj tudi od revolucije navdihnjene liberalne ustave brezpredmetne in so bile zamenjane z oblastem bolj dopadljivimi modeli. Rivalstvo med dvema velikima silama za vodilno vlogo v Nemčiji je postalo trajni konflikt, dolg desetletje in pol. Gospodarskopolitični pogoji in razvojni procesi so pri tem igrali pomembno, navsezadnje pruskim ambicijam naklonjeno vlogo.
Od sredine 19. stoletja je industrijska revolucija v Nemčiji močneje stopila v igro. Z nemško carinsko zvezo od 1834 dalje so bili onkraj Prusije ustvarjeni osnovni pogoji za vzpostavitev enotnega gospodarskega prostora, v katerem so se lahko v prihodnje povezovali tudi politični interesi. Na pospeševanje industrijske rasti so poleg obsežnih trgov ugodno delovali tudi izboljšane transportne poti in komunikacija kot tudi mobilen kapitalski trg. Odločilen delež v vedno hitrejšem procesu industrializacije je imela močno spodbujana železničarska industrija, pa naj bo to pri izgradnji in širitvi železniškega omrežja ali pa pri izdelavi lokomotiv kot na primer pri podjetju Borsig. Kot posledica tega so bili stroški prevoza zmanjšani do 80 odstotkov in okrepljena je bila splošna mobilnost. Za naravne vire, kmetijske pridelke in masovne proizvode so se zdaj lahko odprli večji trgi. Od sredine stoletja dalje so postale značilne delniške banke za financiranje industrije in trgovine.
Z industrializacijo sprožena strukturna preobrazba je potekala v Prusiji v več pogledih bolj dinamično kot v Avstriji. Poleg višje rasti prebivalstva na pruski strani je tudi nastopila pospešeno spremenjena zaposlitvena situacija: medtem ko je bilo v Avstriji šele ob koncu 19. stoletja manj kot 60 odstotkov prebivalstva dejavnih v kmetijstvu, je to razmerje na neavstrijskih območjih Nemške zveze obstajalo že več kot pol stoletja prej. "Slabosti geografske lege glede premoga in železa, pomanjkanje uporabnega premoga, neugodne prometne razmere, predvsem pa bistveno nižja povprečna produktivnost in kupna moč že na področju kmetijskega sektorja - 40 guldnov na osebo na leto v monarhiji, 78 guldnov v Carinski zvezi (1852) – so imeli za posledico neustavljivo zaostajanje avstrijskega gospodarstva."
Do prve polovice 60-ih let 19. stoletja je avstrijska diplomacija vendarle ostajala uspešna v tem, da je odbijala pruske ambicije po najmanj enakovredni vodilni vlogi v Nemčiji. Medtem ko je Prusija skušala neposredno po propadli revoluciji prodreti z oblikovanjem malonemške unije pod pruskim vodstvom, je Avstrija stavila na ponovno vzpostavitev Nemške zveze in je imel pri tem tudi podporo Rusije. Z olomuško punktacijo se je Prusija odmaknila od vojaške konfrontacije in se vrnila nazaj v Nemško zvezo z Avstrijo kot predsedujočo silo. Vendar je avstrijsko prizadevanje po oblikovanju srednjeevropskega gospodarskega prostora preko udeležbe v pruski carinski zvezi spodletelo ob pruskem odporu in ob dejstvu, da so se nemške srednje velike države sicer politično raje držale Avstrije, gospodarsko pa so imele koristi od zveze s Prusijo.
Da predsedovanje Nemški zvezi ni koristilo zunanji moči Avstrije, kadar se je Prusija odtegnila, se je pokazalo tako v krimski vojni kot tudi v drugi italijanski vojni za neodvisnost, ki se je za Avstrijo končala z izgubo Lombardije. Tudi začasne oslabitve Prusije skozi notranji konflikt glede reforme vojske in ustave Avstrija ni mogla izkoristiti za utrditev svojih vodstvenih zahtev v Nemški zvezi nasproti odporu Otta von Bismarcka, ki je bil tedaj imenovan za pruskega ministrskega predsednika. Bismarck je oblikovala borbeno naglašen program: "Pruske meje iz časa po dunajskih sporazumih niso ugodne za zdravo življenje države; ne z govori ne z večinskimi sklepi se ne bodo odločila velika vprašanja tega časa, - to je bila velika napaka let 1848 in 1849 - ampak s krvjo in železom."
Vojno proti Danski za Schleswig sta leta 1864 obe sili vodili skupaj in se potem tudi poenotili pri urejanju posledic: po sprva skupni pristojnosti za obe vojvodinji je potem leta 1865 Holstein prišel pod avstrijsko, Schleswig pa pod prusko upravo. Od začetka leta 1866 je Bismarck pri vprašanju Holsteina vodil politiko, usmerjeno v netenje konflikta, ki je imela za cilj prusko vodstvo v Nemčiji. Preko zveze z Italijo in preko dosežene nevtralnosti Napoleona III. je lahko Bismarck pridobil pruskega kralja Vilijema I. za oborožen spopad proti Avstriji, ki od ostalih nemških držav ni prejela nobene odločilne vojaške podpore. V skoraj šesttedenski nemški vojni je pruski tabor najprej premagal Avstriji zavezane nemške srednje velike sile in potem v bitki pri Königgrätzu (češko Hradec Králové) tudi samo avstrijsko vojsko. Da bi preprečila francosko intervencijo, se je Prusija v sledečem mirovnem dogovoru zadovoljila z odpovedjo Avstrije pri sodelovanju v nemških zadevah, z dokončno razpustitvijo Nemške zveze kot tudi z začasnim soobstojem Severnonemške zveze pod pruskim vodstvom in Južne zveze, ki je v glavnem obsegala države južno od črte na Majni.

### Severnonemška zveza in cesarstvo v znamenju Bismarcka (1866-1890)
Ustava Severnonemške zveze kakor tudi pod pruskim vodstvom izvrševana gospodarska in infrastrukturna politika sta v mnogih pogledih napovedovali poznejše cesarstvo oziroma sta merili na to. Kot v poznejši ustavi cesarstva je bil tu zvezni svet z močno prusko prevlado, kancler Bismarck, ki je v personalni uniji združil funkciji pruskega ministrskega predsednika in zunanjega ministra, in državni zbor kot organ odločanja o zakonodaji in državnem proračunu. Povezava južnonemških držav s svetovnim trgom je bila bistveno odvisna od uporabe pruskih železnic in vodnih poti. S carinsko zvezo in centralizirano zakonodajo so se poenotili gospodarski in pravni okviri v državah članicah Severnonemške zveze.
Do Francije Napoleona III., ki je za svojo nevtralnost v avstrijsko-pruski vojni in sprejetje povečanja pruske moči hotela biti poplačana vsaj z Luksemburgom - kar se je izjalovilo predvsem zaradi Britanije – so vedno bolj obstajale napetosti, ki so se stopnjevale v zvezi z nasledstvom španskega prestola, ko je kandidat iz hiše Hohenzollovcev, Leopold Hohenzollern-Sigmaringenški, bil v pogovorih za to omenjan. S strani Bismarcka redigirana emška depeša (Emser Depesche) je izzvala vojno napoved Francije. Tudi v francosko-nemški vojni 1870/1871 je pruska vojska obdržala premoč (bitka pri Sedanu) in s tem ustvarila pogoje za ustanovitev nemškega cesarstva, ki je bila udejanjena 18. januarja 1871 z okronanjem Vilijema I. za nemškega cesarja v Zrcalni dvorani v versajskem dvorcu. Francozi pa niso morali sprejeti samo tega, ampak z mirom iz Frankfurta na Majni kot vojni poraženec zraven še prepustitev Alzacije in Lorene kakor tudi vojno odškodnino za zmagovalca v višini petih milijard zlatih frankov.
Zlasti južnonemški državi Württemberg in Bavarska sta si dali svojo vključitev v cesarstvo poplačati s posebnimi pravicami. Te so zadevale med drugim davke na pivo in alkohol in upravo pošte in železnic. Nemško ljudstvo je z volitvami v Rajhstag 3. marca 1871 stopilo v igro šele, ko so bile kretnice že nastavljene. Politično usmerjenost in artikulacijo interesov državljanov so posredovale stranke, ki so bile v Nemčiji določene s svetovnonazorskimi načeli in ki so od revolucije 1848-49 dalje tvorile sistem petih strank, sestavljen iz konservativcev, desnih in levih liberalcev, katolicizma in socialistov.
Kot prvi, ki so organizirano nastopili, so bili v 19. stoletju liberalci, ki so si prizadevali za svobodo in enotnost naroda v družbi enakopravnih državljanov: nacionalne države z liberalno ustavo. Glede odnosa do Bismarckovega protiparlamentarnega kurza pri proračunskem načrtovanju za prusko vojsko so se Nacionalni liberalci (Nationalliberalen) ločili od starejše Stranke napredka (Fortschrittspartei). Konservativci so se v okviru novega ustavnega reda zavzemali za privilegije monarha, vlade in podeželskih posestev, za cerkev, vojsko in plemstvo. Interesi rastočega industrijskega delavstva so se od ustanovitve Splošnega nemškega delavskega združenja (Allgemeiner Deutscher Arbeiterverein) s strani Ferdinanda Lassalleja usmerjali na uveljavitev splošne volilne pravice in izboljšanje življenjskih, delovnih in plačnih razmer s povečanjem moči v državni institucionalni strukturi. Od združitve z SDAP (Sozialdemokratische Arbeiterpartei – Socialdemokratska delavska stranka) na strankarskem kongresu v Gothi leta 1875 so socialdemokrati izoblikovali enotno in še nadalje rastoče politično gibanje. Obstoj katoliške ljudske stranke, imenovane Center (Zentrum), se da pojasniti z manjšinskim položajem katoličanov v pretežno protestantsko in delno sekularno zaznamovani družbi, v kateri so se katoliki - razen na Bavarskem – soočali z nekatoliškim »vladnim esteblišmentom«.
Bismarckov močan položaj rajhskanclerja, pogojen tako z njegovim mestom v ustavnem sistemu kot tudi z zaupanjem Vilijema I., mu je priskrbel velik politični manevrski prostor v cesarstvu, ki ga je znal izrabiti preko menjajočih se partnerjev znotraj strankarskega spektra. Pri tem mu je šlo za stabilizacijo in modernizacijo cesarstva kot tudi za ohranjanitev političnih in družbenih hierarhij. Pri modernizaciji je šlo med drugim za poenotenje in liberalizacijo gospodarskega reda, za podjetniško svobodo in svobodo ustanavljanja, za poenotenje pravnega sistema, za upravne reforme in uvedbo upravnega sodstva, same stvari, za katere je Bismarck dobil podporo liberalcev. To je veljalo tudi za njegovo postopanje v kulturnem boju proti moči katoliškega klera, katerega vpliv je bil na več ravneh z državno zakonodajo potisnjen nazaj, še posebej s prepovedjo političnega hujskanja s cerkvenih prižnic, z odpravo duhovniškega nadzorstva nad šolami, z uvedbo obvezne civilne poroke in z ukinitvijo državnih podpor za duhovščino (Zakon o krušni košari - Brotkorbgesetz).
Ko je bila francoska vojna odškodnina, ki je prispevala svoj delež h gospodarskemu razcvetu v „ustanoviteljskem času“ (Gründerzeit) do leta 1873, porabljena in se je šlo za reformo sistema cesarskih financ, kmalu zatem pa še za uvedbo zaščitnih carin, se je parlamentarna večina, podpirajoča Bismarckove zakonske predloge, premaknila močneje na konzervativno stran. In ko je po atentatih na cesarja Vilijema I. leta 1878 Bismarcku šlo za to, da bi združeno in kot grožnjo sistemu videno Socialno demokracijo z zakoni o socialistih (Sozialistengesetze) tiščal k tlom, je našel za to parlamentarno večino iz konservativcev in liberalcev. Temu do leta 1890 obstoječemu represivnemu inštrumentu je Bismarck v nadaljevanju postavil nasproti socialno zakonodajo z zdravstvenim zavarovanjem (1883), nezgodnim zavarovanjem (1884) in pokojninskim zavarovanjem (1889), ki naj bi zmanjšala življenjska tveganja in nezadovoljstvo med delavstvom in je imela pomen za vnaprej.
V zunanji politiki je rajhskancler in zunanji minister Bismarck po »krizi vojne na vidiku« (Krieg-in-Sicht-Krise) iz leta 1875, v kateri so Francija, Velika Britanija in Rusija sodelovali skupaj proti Nemčiji, stavil na obrambno zvezo z Avstro-Ogrsko, ki naj ne bi, če bi bilo mogoče, jezila Rusijo (Pozavarovalna pogodba iz leta 1887 - Rückversicherungsvertrag) in s tem preko elastične mirovne politike poskušala stabilizirati težaven vmesni položaj Nemčije z ozirom na gotovo opozicijo Francije: "V vsaki evropski krizi, tako se je kazala situacija v poznem Bismarckovem obdobju, je Berlin igral z zadnje pozicije in je lahko zaviral, miril, čakal ter se po možnosti držal ob strani." Leta 1884 začeta nemška kolonialna politika v Afriki in Oceaniji, kjer so si Britanci in Francozi s svojimi vplivnimi območji že stali nasproti, je vodila v zahodni, jugozahodni in vzhodni Afriki kakor tudi na južnem Pacifiku nominalno sicer do prilastitve ozemlja, ki je večkratno presegalo površino cesarstva, vendar pa se niti ekonomsko niti zunanjepolitično ni pokazala kot pridobitev in je malo potem igrala komaj še kakšno vlogo v Bismarckovi politiki. V primeru sile nemških kolonij ni bilo mogoče braniti, so pa pretile, da bodo cesarstvo zapletle v neizmerne konflikte.

### Velika zmogljivost gospodarstva in stremljenje po svetovni moči (1890-1914)
Potem ko je leto treh cesarjev 1888 prineslo smrt ne samo Vilijema I., ampak tudi njegovega sina, ki je zasedal prestol le 99 dni in je bil blizu liberalnim političnim idejam, je nemški cesar pri 29 letih postal njegov sin Vilijem II., ki ga je neprikrito vodila predstava o "osebni vladavini" (»persönliches Regiment«). Mnenjska razhajanja glede ohranitve zakonov o socialistih, za kar se je zavzemal Bismarck, so bila glavni razlog za njegovo razrešitev leta 1890. Od svojega imenovanja za pruskega ministrskega predsednika leta 1862 dalje je bil tako Bismarck dlje na položaju kot so bili skupaj v seštevku njegovi štirje nasledniki do prve svetovne vojne (Leo Caprivi (1890-1894); princ Clodwig zu Hohenlohe-Schillingsfürst (1894-1900); Bernhard von Bülow (1900-1909) in Theobald von Bethmann-Hollweg (1909-1917)).
Borznemu zlomu iz leta 1873 sledeča gospodarska depresija je imela povratne učinke na družbenem področju, ki so se kazali v povečanem pojavljanju interesnih združenj kot tudi v razmejitvenih in izključevalnih tendencah znotraj družbe. Politično in družbeno diskriminirani niso bili samo Socialni demokrati, temveč okrepljeno tudi Judje, ki so bili zdaj pogosto označeni kot Semiti. To je pripeljalo leta 1879 do ustanovitve Antisemitske lige. Prav tako v tem času je dvorni pridigar Adolf Stoecker razglasil Judje za "nevarnost za nemško narodno življenje". Eugen Dühring je leto po tem objavil knjigo o "judovskem vprašanju" kot vprašanju rase, običajev in kulture ter v njej tožil nad "zlom pojudovanja in judovskega gospostva za moderne narode" in razmišljal o možnostih "razjudovanja".
Najpozneje do leta 1890 je nemško gospodarstvo ponovno prešlo v tako izrazito fazo rasti, da se celo govori o "prvem nemškem gospodarskem čudežu«, med čigar vodilne sektorje so spadali kemična industrija, elektrotehnika in strojništvo. Pri deležu v svetovni industrijski proizvodnji je bila Nemčija leta 1913 na drugem mestu za ZDA, v svetovni trgovini je bila prav tako na drugem mestu za Veliko Britanijo. Za večino delovnega prebivalstva je gospodarski vzpon izboljšala tudi življenjske razmere ob prelomu stoletja. To je veljalo ne v najmanjši meri za rastoče industrijsko delavstvo, ki je svoje interese vse bolj sindikalno organiziralo in dalo zastopati. Nasproti temu pa je bilo pri delu na domu in v tradicionalni obrti komajda še kaj prihodka za preživetje.
Gospodarsko cvetoče cesarstvo tega časa se je tako mnogim družbeno vplivnim osebnostim zdelo že vnaprej določeno, da si tudi v svetovni politiki v boju za trge in surovine zagotovi  "mesto pod soncem". V kombinaciji z nagnjenjem Vilijema II. k postavljanju in množenju prestiža je iz tega nastala hiperaktivna in begava zunanja politika z malo teže, ki je s številnimi zahtevami in grozilnimi gestami predvsem povzročala nemir. Še posebej izstopajoč, vedno bolj pomemben in na koncu usoden vidik nemške imperialistične politike je bila pomorska oborožitev, ki jo je vzpodbujal Alfred von Tirpitz (veliki admiral in minister pristojen za mornarico) s podporo med drugimi "flotnega cesarja" (Flottenkaiser, gre za cesarja Vilijema II.) in Vsenemške zveze (Alldeutscher Verband, skrajna nacionalistična organizacija, ustanovljena 1891). Ob tem je bil navalizem kot predstava, da svetovna moč temelji na pomorski sili, ob svojem času mednarodno vseskozi razširjen. Ampak da si je cesarstvo v svojem kočljivem vmesnem položaj med dvema silama, Francijo in Rusijo, ki sta poprej med seboj uravnotežili interese in stopili v zvezo, da si je s svojim nedvoumno proti Angliji naperjenim, izzivalnim programom pomorskega oboroževanja napravilo za nasprotnika tudi to uveljavljeno svetovno silo, to je z racionalnih vidikov komajda moč razložiti.
Razen Avstro-Ogrske je bila v bistvu le še Italija na voljo za zavezništvo. Po maroških krizah, po bosanski krizi in med balkanskimi vojnami se je v cesarstvu vedno bolj ustvarjala predstava, da so obkoljeni. To se je na najvišjih ravneh pokazalo na vojnem posvetu z dne 8. decembra 1912, na katerem je načelnik generalštaba von Moltke govoril o tem, da se začne vojno, smatrano za neizogibno, čim prej, tem bolje. Vilijem II. se je v zvezi z mornarico in vojsko izrekel v prvem koraku za okrepljeno pripravo na vojno, medtem ko je nenavzoči kancler Bethmann-Hollweg zaenkrat stavil na diplomatsko umiritev položaja.

## »Kratko 20. stoletje«- od prve svetovne vojen do konca konflikta med zahodom in vzhodom
Medtem ko je obdobje, zaznamovano z vzponom meščanstva, industrializacijo in rivalstvom med imperialističnimi silami, tudi v Nemčiji preživelo še prvo desetletje 20. stoletja, se je naslednja doba zaostrenih globalnih konfliktov v 20. stoletju, pri katerih je imela Nemčija bistven delež, končala že ob koncu 80-ih. 

### Prva svetovna vojna (1914-1918)
Sistem zavezništev med evropskimi silami in zapletanje avstro-ogrske večnacionalne države v že dolgo nestabilne razmere na Balkanu (balkanska kriza, balkanske vojne) sta delovala skupaj, ko je bila po umoru avstrijskega prestolonaslednika Franca Ferdinanda 28. junija 1914 v Sarajevu zanetena prva svetovna vojna. Ultimativno ostra reakcija cesarsko-kraljeve monarhije nasproti Srbiji je bila podprta z "bianko čekom", ki ga je Vilijem II. skupaj z nemško vlado podelil za to. Vpričo po cesarju razglašene »politike miru znotraj utrdbe« (Burgfriedenspolitik; gre za dogovor, po katerem so politične stranke in sindikati za časa vojne pustili vlado pri miru) in splošne mobilizacije ob izbruhu vojne so po 1. avgustu 1914 v valu vojnega navdušenja sprva izpuhtele vse aktivnosti mirovnega gibanja.
Ko pa je po prvih vojaških uspehih nemške vojske na vzhodu obtičal z Schlieffenovim načrtom povezani prodor na zahodu od septembra 1914 dalje v pozicijski vojni v jarkih, ko je vojna izčrpavanja privedla do velikih izgub na fronti in vojno gospodarstvo do izpadov in stisk v preskrbi pri domačem civilnem prebivalstvom, tedaj je razpadla sprva enotna podpora vladi, v kateri je dominiralo vrhovno vodstvo armade pod Paulom von Hindenburgom in Erichom Ludendorffom. Leta 1917 se je sicer lahko sklenil z brest-litovsko mirovno pogodbo z vidika vrhovnega poveljstva ugoden mir z Sovjetsko vlado, ki je izšla iz oktobrske revolucije v Rusiji; kljub temu pa je z vstopom Združenih držav v vojno postajal položaj nemške vojske na Zahodu v nasprotju z vojno propagando, ki je bila še poleti 1918 optimistično naravnana, vedno bolj nevzdržen.
Konec septembra 1918 je vrhovno poveljstvo presenetilo nemško javnost z zahtevo, da morajo odgovorni v politiki sedaj nemudoma začeti pogajanja o premirju. Ta obrat je privedel do oktobrske reforme, na podlagi katere je bila prvič oblikovana parlamentarna vladavina,ki naj bi sedaj tudi bila jamstvo za izhod iz vojne. Še med potekajočimi prizadevanji za prekinitev ognja je dalo vodstvo vojne mornarice ukaz floti, naj odpluje na zadnjo, na častni propad naravnano bitko proti kraljevi mornarici (Royal Navy). Temu ukazu pa so ladijske posadke v Wilhelmshavenu in Kielu odrekle poslušnost in iz tega izhajajoči upor mornarjev se je razširil v novembrsko revolucijo delavcev in vojakov, ki je odpravila monarhijo v Nemčiji in privedla kot rezultat političnih notranjih bojev do izoblikovanja parlamentarne republike.

### Weimarska republika (1918 / 19-1933)
Sredi revolucionarnih nemirov se je 9. novembra 1918 zgodila dvojna razglasitev Republike, povezana z različno postavljenimi cilji: pri Philippu Scheidemannu zvezana s parlamentarno usmeritvijo, s strani Karla Liebknechta pa opremljena s socialističnim akcentom. Pod pritiskom revolucionarnih delavskih in vojaških svetov je prišlo do prehodne vlade iz treh "ljudskih predstavnikov" Večinske socialdemokratske stranke Nemčije (Mehrheitssozialdemokratische Partei Deutschlands) in treh Neodvisne socialdemokratske stranke Nemčije (Unabhängige Sozialdemokratische Partei Deutschlands). Državni kongres svetov (Reichsrätekongress) pa je sredi decembra 1918 v Berlinu z veliko večino sprostil pot za volitve v ustavodajno narodno skupščino, prvič z vključitvijo volilne pravice žensk. Ker so po tem revolucionarni nemiri posebej v Berlinu še naprej vztrajali - v januarju 1919 so čete svobodnih korpusov (Freikorps) zatrle spartakovsko vstajo in umorile njeni vodilni osebnosti Roso Luxembourg in Karla Liebknechta - so prestavili kraj zasedanja narodne skupščine v Weimar. Tudi v tem pogledu je bila Weimarska republika rezultat začetnih improvizacij. Narodna skupščina je morala ne le sestaviti novo politično ureditev za nemški Rajh, to je weimarsko ustavo, ki je stopila v veljavo 14. avgusta 1919, ampak tudi takoj začeti delovati kot parlament, torej glasovati o zakonih in proračunskih vprašanjih in poskrbeti za novega predsednika države (predsednik Rajha Friedrich Ebert) kot tudi za oblikovanje vladne koalicije: prva, s strani weimarske koalicije z veliko večino podprta vlada je bil Scheidemannov kabinet z dne 13. februarja 1919. Pod nadvse težkimi notranje in zunanjepolitičnimi povojnimi razmerami si je bilo treba prizadevati za socialno pomiritev in izvesti pretvorbo vojnega gospodarstva v mirnodobno gospodarstvo, ki je imelo biti na novo strukturirano. Med kontroverzne probleme preureditve so spadali tako ukrepi socializacije v določenih gospodarskih sektorjih kot tudi možnosti in obseg kadrovske prenove na področjih uprave, pravosodja in vojske, da bi bil narejen prelom z družbeno-političnimi strukturami iz cesarstva. V zvezi s tem se včasih govori o "nedokončani revoluciji". V dobro na ekonomskem področju pa se nasprotno štejejo denimo uvedba osemurnega delavnika, priznanje sindikatov in zakon o svetu delavcev.
Spor glede pogojev versajske pogodbe, ki so jih Nemčiji vsilile zmagovalke prve svetovne vojne, se je izoblikoval v notranjo preizkušnjo in trajno obremenitev Weimarske republike. Obenem s prepustitvijo ozemelj, zahtevami po reparacijah in obvezami k razorožitvi se je zahtevalo še priznanje, da so Nemčija in njene zaveznice »povzročiteljice vseh izgub in škode«, kar je bilo interpretirano kot uradno priznanje krivde in je bilo v Nemčiji večinsko pojmovano kot »laž o vojni krivdi«. Da se ne bi še dodatno oslabilo nemške pozicije v mirovnih pogajanjih, so dokumenti, ki so obremenjevali politično vodstvo iz časa cesarstva, ostali ob podpori Socialdemokratov pod ključem. Ko je narodna skupščina pod pritiskom zmagovitih sil končno vendarle privolila v pogodbo, je Scheidemann odstopil kot predsednik vlade.
Trajna politična nestabilnost in republiki sovražne težnje so ostale značilnosti Weimarske republike v njeni zgodnji fazi: leta 1920 je s strani opozicijskih častnikov sproženi Kappov puč sprva pognal berlinsko vlado v beg, vendar se je izjalovil zaradi odločnega odpora in splošne stavke širokih krogov prebivalstva. Umora Matthiasa Erzbergerja leta 1921 in Waltherja Rathenaua leta 1922 sta bila usmerjena ne v najmanjši meri proti "politikom izpolnjevanja" (Erfüllungspolitiker), namreč izpolnjevanja diktatov versajske pogodbe. Prav tako s tem je bila povezana z več strani preteča kriza obstoja Weimarske republike v letu 1923: poleg s financiranjem vojne, reparacijskimi obvezami in finančnopolitičnim nastavljanjem smernic pogojena velike inflacija iz leta 1923, v kateri je k varčevanju nagnjeno meščanstvo izgubilo vse preostale denarne prihranke, je prišlo v Porenju, oslabljenem zaradi boja v Porurju, do separatističnih dejavnosti, v hamburški vstaji do komunističnih bojev za oblast na eni strani in do komunistične udeležbe pri oblasti na Saškem in v Turingiji na drugi strani. V Münchnu, ki mu je leta 1919 za kratek čas vladala Republika svetov (Räterepublik), se je 9. novembra 1923 zgodil Hitlerjev puč.
Končanje boja v Porurju in velike inflacije je uspelo v jeseni 1923 z denarno reformo pod kratkotrajno vladajočim kanclerjem Gustavom Stresemannom, ki je v sodelovanju s predsednikom Ebertom spravil pod nadzor tudi druga krizna žarišča. S pomočjo Dawesovega načrta je bila od 1924 dalje dosežena relativna stabilizacija Weimarske republike. Ob tem je v izboljšanem finančnem položaju prišlo med drugim do nadgradnje infrastrukture, do programov izgradnje stanovanj in 1927 do uvedbe zavarovanja za primer brezposelnosti. Govor o "zlatih dvajsetih letih" nima svojega izvora v politično ali gospodarsko blestečih časih, temveč se nanaša na "viharno razvitje novega življenskega občutja in eruptivno sprostitev ustvarjalnih duhovnih sil v kratkem desetletju kolikor mogoče obsežne svobode in velike raznolikosti duhovno-umetniškega ustvarjanja." Tem silam, ki so prinašale ta preporod, pa so nasproti stale obsežne, konservativne struje, ki so zavzemale kulturno pesimistično in civilizacijsko kritično zadržanje do umetniške in intelektualne avantgarde, ki je v veliki meri določala kulturno klimo Weimarske republike, denimo v slikarstvu, v literaturi in gledališču ali v arhitekturi.
Z revizijo reparacijskih pogojev po Dawesovem načrtu, kateri je sledil dotok ameriških posojil in naložb v Nemčijo, se je iztekla tudi politična osamitev države po prvi svetovni vojni. V dogovorih iz Locarna je nemška država zagotovila priznanje zahodnih mejah v skladu z versajsko pogodbo in je bila leta 1926 sprejeta v Ligo narodov. Zunanja ministra Francije in Nemčije, Briand in Stresemann, ki sta oblikovala ta proces zbliževanja, sta za to skupno prejela Nobelovo nagrado za mir.
Izraz vedno večjega pomikanja političnega spektra v desno v republiki so po smrti Friedricha Eberta predstavljale predsedniške volitve iz leta 1925, iz katerih je kot zmagovalec izšel Paul von Hindenburg, tisti tedaj že 77 let star mož, ki je spopulariziral legendo o nožu v hrbet. Po drugi strani pa je prišlo na državnozborskih volitvah leta 1928 do oblikovanja velike koalicije iz strank: Socialdemokratska stranka Nemčije (Sozialdemokratische Partei Deutschlands) , Nemške demokratične stranke (Deutsche Demokratische Partei) , Centra (Zentrum oziroma Deutsche Zentrumspartei), Bavarska ljudska stranka (Bayerische Volkspartei) in Nemška ljudska stranka (Deutsche Volkspartei), ki so bile pod vodstvom socialdemokratskega kanclerja Hermanna Müllerja. Razpadla je marca 1930 ob nalogi, da bi skupaj politično obvladala gospodarske in socialne posledice gospodarske krize, ki jo je sprožil zlom na newyorški borzi oktobra leta 1929. Umik kratkoročnih posojil ameriških investitorjev je bistveno prispeval k začenjajoči se gospodarski depresiji: zastajajoča prodaja blaga, nazadujoča proizvodnja in množična brezposelnost skupaj z upadajočo kupno močjo so povzročile spiralo navzdol še nepoznanih razsežnosti. V sporu glede porazdelitve bremen pri prilagoditvi sistemov socialne varnosti so se stališča Socialdemokratov in Nemške ljudske stranke na koncu izkazala za nezdružljiva.
Po tem ko se je finančnopolitično soglasje s parlamentarno večino pri vprašanjih socialne varnosti zdelo izključeno, je predsednik Hindenburg za kanclerja imenoval človeka iz stranke Center (Zentrum), ki se je profiliral kot finančni politik, Heinricha Brüninga in ga podpiral v letih od 1930 do 1932 z vsemi pooblastili, ki so mu po Weimarski ustavi bila na voljo: pravo o izrednih odlokih (čl. 48), možnost razpustitve državnega zbora (čl. 25) s sledečimi ponovnimi volitvami in imenovanje kanclerja brez izvolitve v državnem zboru (čl. 53). Potem ko je državni zbor prvikrat z večino zavrnil Brüningov izredni odlok in ga s tem razveljavil, je bil razpuščen, medtem ko je Brüning ostal in v vmesnem času do novih volitev vladal dalje z izrednimi odloki. Ko je skrajno desničarska Nacionalsocialistična nemška delavska stranka (Nationalsozialistische Deutsche Arbeiterpartei - NSDAP) na septembrskih volitvah leta 1930 skokovito zrasla v pomembno politično silo v državnem zboru, so se Socialdemokrati odločili do nadaljnjega za toleriranje Brüningovega režima izrednih odlokov, medtem ko so se opozicijske sile skrajne desnice zbrale v Harzburško fronto. Z ostrimi varčevalnimi programi, zviševanjem davkov in krčenjem socialne podpore si je Brüning prizadeval za izognitev ponovne inflacije in za popuščanje tujine pri reparacijah, vendar je v teku bančne krize s tem še zaostril gospodarsko recesijo. Francijo in Veliko Britanijo je jezil z načrti za nemško-avstrijsko carinsko unijo.
Po predsedniških volitvah leta 1932 mu je Hindenburg konec maja odtegnil svojo podporo in namesto njega imenoval Franza von Papena za kanclerja, ki je protiparlamentarno usmeritev predsedniškega režima s svojim "kabinetom baronov" še okreplil. Njegov avtoritarni kurs je dosegel vrh v pruskem udar (Preußenschlag) z dne 20. julija 1932, v katerem je odstavil prehodno vlado pod vodstvom socialdemokratov in je v soglasju z Hindenburgom sam kot državni komisar (Reichskommissar) za Prusijo stopil na njeno mesto. V državnem zboru je Papen komajda imel podpornikov; njegovi izredni odloki so bili, če že državni zbor ni bil ravno tedaj razpuščen, zavrnjeni z drastično večino. Pod vtisom kar naprej množično se razraščajoče brezposelnosti in socialne stiske v gospodarski krizi se je vedenje volivcev čedalje bolj radikaliziralo. Obe leta 1932 izvedeni razpustitvi parlamenta sta na volitvah v državni zbor tako v juliju kot v novembru privedli vsakokrat do tega, da je nacistična stranka postala najmočnejša sila v parlamentu in s komunisti tvorila negativno večino nasprotnikov demokracije, tako da so se republikanske vladne večine pomaknile daleč stran.
Ker je Papen tudi po novembrskih volitvah v državni zbor naletel na grobo zavrnitev, je Hindenburg, medtem ko je Adolfu Hitlerju sprva še odrekal ta položaj, za kanclerja napravil generala oboroženih sil Kurta von Schleicherja. Toda ko je njegova »prečna fronta« (Querfront) propadla, s katero je hotel odcepiti dele NSDAP-ja in jih pridobiti za nadstrankarsko sindikalno iniciativo, je bil Hindenburg pod vplivom svojih svetovalcev pripravljen s strani von Papena in Hugenberga dozdevno "uokvirjenega" Hitlerja 30. januarja 1933 imenovati za kanclerja.

### Nacionalsocializem in Druga svetovna vojna (1933-1945)
Z Hitlerjevim kanclerskim položajem se je 30. januarja 1933 začela pot v nacionalsocialistično diktaturo. K temu cilju vodeči koraki so bili ob Hitlerjevem nastopu oblati v temeljnih potezah že predvideni in so bili ob ponujenih priložnostih še pospešeni, tako da je proces "prevzema oblasti" z izključitvijo tako političnih nasprotnikov kot tudi začetnih vladnih partnerjev med odpravo motečih določb ustave v nekaj mesecih prišel do izpolnitve. Ponovni razpustitvi državnega zbora s strani Hindenburga dne 31. januarja je kot reakcija na pozive nemške komunistične partije k stavki že dne 4. februarja 1933 sledil izredni odlok, naravnan na omejevanje svobode izražanja, tiska in združevanja. Požig rajhstaga iz 27. na 28. februar, za katerega je nacistično vodstvo kot požigalce takoj okrivilo komuniste, je pred ponovnimi državnozborskimi volitvami, določenimi za 5. marec, ponudil povod za še en veliko obsežnejši izredni odlok, ki je tako rekoč trajno razveljavil zaščito temeljnih politični pravic, kot se je imelo pozneje izkazati. S pomočjo vnaprej pripravljenih seznamov je prišlo takoj do vala aretacij proti profiliranim nacističnim nasprotniki na levem političnem spektru. V teh okoliščinah izvedene parlamentarne volitve so sicer zagotovile "kabinetu narodnega dviga (ali vstaje?)" (Kabinett der nationalen Erhebung) parlamentarno večino, vendar pa ne NSDAP sami. Z zakonom o opolnomočenju (Ermächtigungsgestz) z dne 24. marec 1933, dogovorjenim že med sestavljanjem vlade, ki je po izbrisu komunističnih mandatov in po večinskem soglasju stranke Center dobil potrebno dvotretjinsko večino, sta postala vlada in še posebej kancler Hitler neodvisna od vsakokratnega parlamentarnega soglasja, celo z ozirom na zakone, ki so spreminjali ustavo. Na tej podlagi se je začel pospešen proces izenačevanja (oziroma poenotenja, Gleichschaltung), ki se je med drugim razširil na dežele, na upravne organe, sindikate kot tudi politične stranke. Dne 14. julija 1933, po prepovedi oziroma samorazpustitvi vseh strank razen NSDAP, je ta postala zakonsko edina dopuščena stranka v Nemčiji. Že od februarja 1933 dalje v velikem številu samovoljno aretirani nacistični nasprotniki so bili večinoma pozaprti po koncentracijskih taboriščih.
Kot privlačno protisliko zatiranju in uničevanju njihovih dejanskih nasprotnikov in namišljenih sovražnikov so nacisti propagirali strnjeno narodno skupnost, v kateri naj bi vsakdo po svojih močeh koristil in napredoval. Z njo in po njej naj bi bil izbrisan "sramotni mir" iz Versaillesa in naj bi se nemški rajh dvignil do nove moči in veličine. Treba je bilo odstranjevati družbene razlike, priznavati enakovrednost telesnega in duševnega dela in združevati sonarodnjake (Volksegnossen) različnih porekel pri skupnih nalogah. Temu so služile organizacije z obvezno udeležbo kot so Hitlerjeva mladina, Zveza nemških deklet, Reichsarbeitdienst (organizacija za udarniško delo), vojaška služba in številnih druge ustanove, med katerimi je organizacija za prosti čas in potovanje Moč skozi veselje (Kraft durch Freude-KdF) uživala posebno priljubljenost. Za razširjanje in uveljavljanje nacionalsocialističnega svetovnega nazora v vseh segmentih države in ljudstva je bilo kot glavni inštrument Ministrstvo za narodno prosvetljenje in propagando (Ministerium für Volksaufklärung und Propaganda) pod Josephom Goebbelsom, kateremu je bila podrejena tudi cenzura objavljenega mnenja v pisani besedi in sliki. Dne 10. maja 1933 je on nastopil kot glavni govornik ob požigu knjig na Opernem trgu (Opernplatz), ki so ga "proti nenemškemu Duha"organizirali študentje Univerze Friderika Vilijema (današnja Humboldtova univerza). Prav med mladimi izobraženci so bili nacistični privrženci že v času Weimarske republike posebej močno zastopani, v njihovih očeh je stranka predstavljala premagovanje okostenelih struktur, modernost, družbeno mobilnost in egalitarnost: "Visokim pričakovanjem, da bodo lahko sami sodelovali pri velikem projektu modernizacije Nemčije pod okriljem zdinamiziranega nacionalizma, je očitno zvesto ustrezala mesijanska vizija v primerjavi z ostalimi strankarskimi politiki nenavadno karizmatičnega "vodje" z izredno "močjo volje" in retorične sposobnostjo, da je doseganje velikih ciljev povzdignil do neizpodbitne gotovosti." Od začetka aprila 1933 je obstajal Glavni urad za tisk in propagando Združenih nemških študentskih skupnosti, ki je v neki okrožnici pozval vsakega študenta, naj  „očisti“ svojo knjižnico in knjižnice svojih znancev in poskrbi za to, da "je tam doma izključno narodno zavedna književnost“.
Kdor nasprotno ni bil s strani nacistov prištet k narodni skupnosti, kdor se jim je zdel nekoristen, kdor je zastopal drugačne poglede ali se jim postavil na pot, je bil diskriminiran in preganjan. To je veljalo, kakor so pokazali politični umori v povezavi z domnevnim Röhmovim pučom, s katerimi je bila SA odvzeta moč v korist Wehrmachta in v dobro SS-a, tudi za potencialno opozicijo proti Hitlerjevi usmeritvi znotraj nacistične stranke. Krščanski cerkvi katoličanov in protestantov so pustili, potem ko je stranka Center izginila kot politični akter in v kolikor se ni priložnostno nasprotovalo. Z Vatikanom je bil sklenjen konkordat, ki je med drugim zagotovil cerkvene šole in katoliški verski pouk. Proti Judom pa, ki so bili s strani nacistov videni in izločeni kot škodljivci na "narodnem telesu«, je že v aprilu 1933 prišlo do organiziranega bojkota. Leta 1935 jim je bilo po nürnberških zakonih odvzeto državljanstvo, leta 1938 v in po kristalni noči, v kateri so razgrajajoči uniformirani pripadniki SA in SS uničili v Nemčiji več kot 1400 sinagog, pa so bili pogosto grobo maltretirani, deloma s smrtnim izidom, ter oropani za gospodarsko eksistenco. Žrtve nacistične "rasne higiene" so bili poleg tega Sinti in Romi kot tudi Nemci z duševnimi boleznimi ali prirojenimi okvarami, katerim je bil namenjen zakon o preprečevanju dedno obolelega potomstva. Nacističnega propaganda je take ljudi označevala kot je "življenje nevredno življenja". V okviru „evtanazijskih“ ukrepov so jih od 1939 dalje množično usmrčevali.
Podprta z nastopom gospodarskega okrevanja in z upadajočo brezposelnostjo - tudi ne oziraje se na specifične nacistične zaposlitvene programe, med katerimi je najbolj znan izgradnja avtocest - sta nacistična diktatura in njen "vodja" naletela na hitro rastoče odobravanje, ki je podpiralo Hitlerja tudi med njegovim krepkim zunanjepolitičnim nastopanjem in se potrjevalo na ljudskih glasovanjih (referendumih). Kot pomembne korake na poti k novi nemški veličini so videli reintegracijo Posarja leta 1935, vkorakanje nemških čet v po versajski pogodbi demilitarizirano Porenje leta 1936 in priključitev Avstrije v marcu 1938 in to so tudi propagandno proslavljali. Po njegovem programu, zapisanem v "Mojem boju" (Mein Kampf), pa je šlo Hitlerju poleg tega še za osvojitev "življenjskega prostora" za nemško ljudstvo na vzhodu s podjarmljenjem Sovjetske zveze. Že leta 1936 je izdal skrivni štiriletni načrt s smernicami, da se v štirih letih naredi Wehrmacht operativno in nemško gospodarstvo usposobljeno za vojno. Za to potrebno vojaško oboroževanje je bilo financirano s prikritimi državnimi dolgovi, ki bi se lahko poplačali samo iz vojnih dobičkov. Že jeseni 1938 je Hitler v sporu za Sudete meril na vojaško posredovanje s še naprej segajočimi opcijami, a s se je moral nato zadovoljiti z münchenskim sporazumom. Z vkorakanjem nemških čet v „preostalo Češko" (Rest-Tschechei) in v območje reke Memel (Memelland) v marcu 1939 sta se končala politika popuščanja in neovirano širjenje nacistične države. Za primer nemškega napada na Poljsko sta Francija in Britanija dali jamstvo o vojaški podpori.
S presenetljivim paktom Hitler-Stalin, ki je ugodno deloval na izognitev vojni na dveh frontah, se je zdel nacističnemu diktatorju napad na Poljsko obvladljivo tveganje. Dne 1. septembra 1939 se je z nemškim vojaškim pohodom na Poljsko začela druga svetovna vojna. Mašinerija bliskovite vojne je bila od Poljske preko Norveške do bitke za Francijo tako uspešna, da je Hitler kljub neuspešnemu poskus pokoritve Anglije, ki je spodletel ob energičnem odporu pod Winstonom Churchillom, ukazal za 22. junija 1941 napad na Sovjetsko zvezo. Nemško napredovanje je bilo s strani močno podcenjene Rdeče armade zaustavljeno ob nastopu zime šele tik pred Moskvo. Vendar je nemški diktator tudi Združenim državam, ki so bile pravkar vstopile v vojno z Japonsko, z nemške strani 11. decembra 1941 napovedal vojno. Na usvojitev „življenskega prostora“ naravnana vzhodna ekspanzija nacistične Nemčije tudi za lokalno civilno prebivalstvo ni predvidela nobene milosti. Nasprotno je šlo - med drugim s prisilnim delom in izstradanjem – za radikalno decimiranje slovanskih "podljudi" (Untermenschen), na mestu katerih naj bi arijski „gospodujoči ljudje“ (Herrenmenschen) kot kolonisti prevzeli organizacijo oskrbe s hrano in surovinami za bodoči „Velikonemški rajh“. V splošnem načrtu Vzhod (Generalplan Ost) je bila predvidena "predelava v odpadlo železje" (Verschrottung) 31 milijonov Slovanov in v protokolu konference ob jezeru Wannsee uničenje 11 milijonov Judov. Med letoma 1941 in 1944 se je število v Nemčijo deportiranih prisililnih delavcev povečalo s tri na osem milijonov. Uničevalnemu taborišču Auschwitz-Birkenau priključeno delavno taborišče Auschwitz-Monowitz je spadalo k zgornješlezijskem kemijskemu kompleksu, ki je zadobil dimenzije, ki so komajda kaj zaostajale za onimi iz Porurja. Judom v Evropi je Hitler že v začetku leta 1939 grozil z uničenjem. Od septembra 1941 so bili prisiljeni nositi Davidovo zvezdo. Na konferenci ob jezeru Wannsee je bila v januarju 1942 odločena "končna rešitev judovskega vprašanja". Po deportacijah v geta kot sta Terezin na Češkem (nemško Theresienstadt) ali Varšavski geto in po množičnih streljanjih judovskih civilistov na osvojenih vzhodnih ozemljih se je pomor Judov v zasedeni Vzhodni Evropi, t. i. holokavst, začel izvajati na industrijski način s plinskimi komorami in sežigalnicami. Poleg Auschwitz-Birkenau so v okviru operacije "Reinhardt" med velika uničevalna taborišča spadali še Belzec, Sobibor in Treblinka. Do konca vojne je bilo pomorjenih približno 6 milijonov evropskih Judov, med temi več kot 3 milijone poljskih Judov.
Potem ko je vojaška fronta nacističnega rajha in njegovih zaveznikov leta 1942 prišla na vzhodu do svojega največjega dosega, je z izgubljeno bitko pri Stalingradu nastopil preobrat, ki je na nemški strani vodil do še več kot dve leti trajajoče vojne izsiljenih umikov, vmesnih ofenziv, prepovedi kapitulacije in pozivov k vztrajanu; in sicer ne samo na vzhodu, pač pa tudi v Severni Afriki in v Italiji zaveznika Benita Mussolinija, voditelja fašistov; po anglo-ameriški invaziji v Normandiji junija 1944 pa naposled še na Zahodu. Od leta 1943 dalje, dolgo po tistih zračnih napadih, v katerih so nemški bombniki pustošili sprva med špansko državljansko vojno v Guernici, nato pa v teku letalske bitke za Anglijo predvsem v Londonu in Coventryju, so se pojavile zavezniške zračne sile v večjem številu nad nemškimi velemesti in povzročile z rušilnimi in zažigalnimi bombami uničujočo škodo. Dresden, ki mu je bilo do zadnjega prizanašano, je bil šele februarju 1945 spremenjen v ruševine in pepel.
Odpor proti nacističnemu režimu je tudi vpričo porajajočega se vojnega poraza ostal omejen in obvladljiv preko aparata strahovlade (Glavni urad državne varnosti - Reichssicherheitshauptamt, Gestapo), posebno ker se je propaganda do zadnjega zaprisegala h "končni zmagi". V tedanjem okolju so praktično brez učinka ostale tudi sedaj slovite akcije z letaki skupine „Bela vrtnica“ ali s strani članov Kreisauskega kroga navdahnjen atentat z dne 20. julija 1944, ki ga je na Hitlerja neuspešno izvedel Claus von Stauffenberg. Nek učinek je vendarle pokazalo javno zavzemanje münsterškega škofa von Galena proti pomorom v okviru evtanazijskega programa. Praviloma so bili aktivni uporniki obravnavani kot veleizdajalce in izdajalci domovine ter bili usmrčeni, deloma tudi brez obsodbe na ljudskem sodišču.
V zadnjih mesecih vojne je prišlo z napredovanjem Rdeče armade proti mejam rajha do bega in pregona nemškega prebivalstva na vzhodu, dodatno pogojenih s prestavitvijo Poljske proti zahodu, ki je bila vodena s strani Sovjetske zveze. Prizadetih je bilo več kot 12 milijonov Nemcev, med katerimi jih je pri tem več kot dva milijona umrlo. Hitler se je med bitko za Berlin 30. aprila 1945 ustrelil. Nemška kapitulacija pade na dan 8. maj 1945. Prijetje zadnje vlade rajha pod Karlom Doenitzom v Flensburg-Mürwik se je zgodilo 23. maja 1945. 

### Razdeljena Nemčija
Z kapitulacijo zapečateni poraz "tretjega rajha" je kot zgodovinska cezura še globlje zarezal kot izid svetovne vojne iz leta 1918. Za Nemčijo je vodil ne samo do dejanske izgube vseh ozemelj vzhodno od Odre in Nise, ki so od srednjeveške vzhodne poselitve dalje bila pod nemško suverenostjo, ampak tudi do razdelitve preostalega ozemlja na zasedbene cone štirih zmagovitih sil, ki so sprva skupaj izvrševale splošno odgovornost za "Nemčijo kot celoto" v okviru Zavezniškega nadzornega sveta. Razdor med tremi zahodnimi silami in Sovjetsko zvezo, ki je prešel v hladno vojno, povzročen s sistemsko pogojenimi političnimi in gospodarskimi konflikti interesov, je sprožil štiri in pol desetletja trajajoči proces delitve z ozirom na politični sistem ter pri razvoju državljanske identitete v obeh nemških državah. Sicer je pri mnogih prebivalcih DDR-a še naprej obstajala zavest o skupni pripadnosti Nemcev, kot se je imelo pokazati v letih 1989-90; vendar so različni socializacijski in življenjski pogoji na vzhodu in zahodu tudi po izvršeni združitvi še naprej učinkovali na mnogih področjih individualnega in družbenega življenja, kakor to grobo poenostavljeno prihaja do izraza v prispodobi o "zidu v glavah" med "Ossiji" in "Wessiji". Tudi v tem se kažejo poznejše posledice tiste s strani zmagovitih sil vsiljene preureditve razmer v Nemčiji, ki je sledila grenkemu koncu "totalne vojne" nacionalsocialističnega kova.

#### Čas zasedbe (od leta 1945)
Konec vojne in nacistične vladavine je bil osvoboditev za veliko število režimsko preganjanih, internirancev v taboriščih in smrtno ogroženih, med temi so bili poleg Judov še deportirani prisilni delavci predvsem vzhodnega izvora in vojni ujetniki kot tudi uporniki z različnimi motivi in notranja emigracija. Tudi za preostalo nemško prebivalstvo se je sedaj končal grozni čas nočnih letalskih napadov in naposled tudi navznoter usmerjenega uničevalnega besa Hitlerja in njegovih privržencev, ki niso hoteli zaveznikom prepustiti nepoškovanih niti industrijskih obratov niti elektrarn ali življenjsko pomembnih objektov in ki so si prizadevali ukaz svojega voditelja o „požgani zemlji“  kar najbolj temeljito izvajati. Nekateri naslovniki nesmiselnih ukazov in pozivov k vztrajanju so zdaj odklonili samožrtvovanje in poskušali rešiti lastno kožo. Za večino Nemcev, med temi za pregnane, brezdomne zaradi bombardiranja, stradajoče ter posiljene žene z njihovimi družinami, je prevladala izkušnja propada in k temu spadajoče bede.
Dogovori, ki so jih sklenile glavne zmagovite sile na potsdamski konferenci, so za Nemčijo predvideli temeljit obrat od nacističnih struktur v različnih pogledih: demokratizacijo, politično decentralizacijo in strogo demilitarizacijo, skupaj z gospodarsko dekartelizacijo in programom demontaže. Demontaža industrijskih objektov naj bi deloma poravnala vojno škodo protihitlerjevski koaliciji, kar je še posebej v praksi udejanjala Sovjetska zveza v svoji zasedbeni coni. Vsi nemški patenti in industrijske skrivnosti so bili zaseženi v letih 1945-1947 s strani Združenih držav Amerike, po besedah Johna Gimbela radikalno izropanje nemškega tehničnega znanja, vrednega skoraj 10 milijard ameriških dolarjev. Konec leta 1950 je bila demontaža v Zvezni republiki zaustavljena. Francija je zahtevala na temelju načrtov Jeana Monneta (1946-50), da se Posarje in Porurje ločita od Nemčije, vendar je bila mednarodna uprava Porurja razpuščena leta 1952 preko Skupnosti za premog in jeklo, protektorat Posarje pa je bil 1. januarja 1957 politično priključen tedanji Zvezni republiki, vendar je ostal gospodarsko še vedno vezan na Francijo. Prav tako so bili določeni ukrepi za denacifikacijo nemške družbe. Glavni odgovorni in soodgovorni v nacistični stranki, v državnem aparatu in v gospodarstvo naj bi bili poklicani na odgovornost glede na njihovo stopnjo vpletenosti, odstranjeni s svojih položajev in kaznovani. Glavni odgovorni, ki so preživeli, so bili v nürenberških procesih obtoženi vojnih zločinov in zločinov proti človeštvu in glede na stanje dokazov in težo krivde obsojeni na zaporne kazni ali na smrt, nekateri so bili oproščeni. Za širše prebivalstvo v zahodnih conah je bil izoblikovan proces denacifikacije, ki naj bi preko obsežnih vprašalnikov in sodnih zbornic (Spruchkammern) vodil do ugotavljanja bolj ali manj vpletenih, njihovih pristašev in nevpletenih. Delež oseb, na ta način označenih kot „vpleteni“, je bil majhen. V sovjetski okupacijski coni ni bilo akcije z vprašalniki, pač pa je prišlo do intenzivnega in nenehno propagiranega antifašizma kakor tudi do odpustitve več kot pol milijona nekdanjih nacistov do leta 1948. Vendarle je bila na primer več kot polovica vseh šolskih ravnateljev v DDR v začetku 50-ih nekdanjih članov NSDAP-ja.
Številni nemški prisilni delavci v Sovjetski zvezi so bili zajeti vojaki vzhodnega armade. Poleg tega so Američani Sovjetom prepustili še del svojih zapornikov. Od redkih, ki so preživeli pomanjkanje in garaško delo, so se zadnji vrnil domov leta 1955.
V političnem in gospodarskem oziru so zasedbene sile na svojih območjih nastavile kretnice vsakič v smislu svojih lastnih ciljev in sistemske logike. Medtem ko je bila v coni, zasedeni od Sovjetov, že leta 1945 izvedena zemljiška reforma za razlastitev veleposestnikov in zagotovitev eksistence malih kmetov, se na Zahodu kaj takšnega ni zgodilo. Je pa ameriška okupacijska sila intervenirala proti opciji, predvideni v hessenski deželni ustavi, za socializacijo predvsem bazičnih industrij.
Kolikor razločneje se je oblikovalo nasprotje med Vzhodom in Zahodom v globalnopolitičnem merilu, toliko jasneje se je odražalo tudi v politiko velesil do Nemčije. Medtem ko je sovjetska okupacijska sila v svoji coni uveljavila prisilno združitev obeh delavskih strank, SPD (socialdemokrati) in KPD (komunisti), in izključila za v prihodnje svobodne volitve po prvih neuspehih SED (Sozialistische Einheitspartei Deutschland – Socialistična stranka enotnosti Nemčije), so zahodne sile podpirale izoblikovanje konkurenčnih strank v okviru demokratičnega pluralizma. Ustanovitev različnih strank v sovjetski okupacijski coni pa je imela le navidez demokratično funkcijo. Že od samega začetka je veljal moto, ki ga je iz Moskve s seboj za vzhodnonemško obnovo prinesla Ulbrichtova skupina: "izgledati mora demokratično, toda mi moramo imeti vse v svojih rokah".
Zahodna Nemčija je bila nasprotno, sledeč protikomunističnemu kurzu Trumanove doktrine iz leta 1947, s pomočmi iz Marshallovega načrta, v ekonomskem oziru postavljena v položaj, da je kaj kmalu igrala pomembno vlogo med kapitalističnimi gospodarstvi zahodnega sveta. To je pripravljala leta 1947 med drugim že združitev ameriške in britanske okupacijske cone v bicono, ki je bila s francoskim delom v aprilu 1949 razširjena v tricono. Z londonsko konferenco šestih sil so bile marca 1948 s strani Zahoda postavljene smernice za ustanovitev od sovjetske okupacijske cone ločeno federalno državo, kar je izzvalo protest Sovjetske zveze in imelo za posledico njen izstop iz zavezniškega nadzornega sveta. Na denarna reformo v zahodnih conah in v zahodnem sektorju Berlina v juniju 1948 je sovjetska okupacijska sila odgovorila z denarno reformo v sovjetski okupacijski coni in v vzhodnem Berlinu kakor tudi blokado dostopov do zahodnega Berlina, tako da je pretilo, da bodo prebivalci odrezani od sleherne preskrbe. Županu Ernstu Reuterju je uspelo, da je ameriškega vojaškega guvernerja Luciusa D. Claya prepričal o želji po svobodi in tesni povezanosti zahodnih Berlinčanov z zahodnimi zavezniki in ga pridobiti za vzpostavitev berlinskega zračnega mostu skupaj z britansko Royal Air Force.
Zahodne sile so v frankfurtskih listinah (Frankfurter Dokumenten), ki so jih 1. julija 1948 predale ministrskim predsednikom zahodnonemških dežel, izoblikovale svoje zahteve in pogoje v zvezi z ustanovitvijo zahodnonemške države. Na dveh konferencah do konca meseca (konferenca v Rittersturzu in konferenca v Niederwaldu) so odgovorni za zvezne dežele, ki so bili usmerjeni na nadaljnji obstoj enotnosti Nemčije, popustili tem zahtevam pod pogojem, da naj bo v bodoče ustanovljena zahodna država zasnovana kot začasna entiteta in da se izrecno ohrani cilj poznejše ponovne združitve vseh Nemcev v eno državo. Parlamentarni svet, ki se je sestajal v Bonnu, je bil namesto ustavodajne skupščine pooblaščen, po predhodnem delu na ustavni konvenciji na gradu Herrenchiemseeza, za sestavo temeljnega zakona (Grundgesetz) namesto ustave. S strani zahodnonemških dežel razen Bavarske ratificiran in s strani vojaškega guvernerja zahodnih sil odobreni temeljni zakon za Zvezno republiko Nemčijo je bila razglašen 23. maja 1949.
V odgovor na te procese in vzporedno s tem so se tudi v sovjetski zasedbeni coni odvile priprave za ustanovitev ločene države po sovjetskih načelih: iz gibanja ljudskega kongresa je izšel nemški ljudski svet s prevlado članov stranke SED, ki je predstavil in potrdil SED-u približan osnutek ustave, ki ga je spet sprejel tretji nemški ljudski kongres. S tem je bila pot do državne delitve Nemčije trdno določena.

#### Zvezna republika Nemčija (1949-1990)
Na volitvah v prvi nemški zvezni parlament dne 14. avgusta 1949 so dosegle na novo oblikovane meščanske stranke CDU/CSU (Christlich Demokratische Union Deutschlands/Christlich-Soziale Union in Bayern – Krščansko demokratična unija Nemčija/Krščansko-socialna unija na Bavarskem), FDP (Freie Demokratische Partei - Svobodna demokratska stranka) in DP (Deutsche Partei – Nemška stranka) deleže glasov, ki so zadoščali za to, da je bil vodja CDU, Konrad Adenauer, ki je bil že v parlamentarnem svetu izvoljen za predsednika, izvoljen z enim glasom (svojim lastnim) večine še za zveznega kanclerja. SPD (Sozialdemokratische Partei Deutschlands – Socialdemokratska stranka Nemčije) okoli Kurta Schumacherja in Carla Schmida je bila potem za poldrugo desetletje vodilna opozicijska stranka. Prvi zvezni predsednik je bil vodja FDP Theodor Heuss.
Faza ustanavljanja Zvezne republike Nemčije je bila neprekinjeno v znamenju obvladovanja vojnih posledic in gospodarske obnove. Potem ko so „žene ruševin“ (Trümmerfrauen) odstranile razvaline, ko se je stanje preskrbe stabiliziralo in ko živilski boni kot tudi nabave na črnem trgu niso bili več potrebni, so se stvari v politiki in vsakdanjem življenju začele vrteti okoli odpravljanja pomanjkanja stanovanj in okoli vzpostavitve delujočega socialnega tržnega gospodarstva. Njegov motor in vodilni zagovornik je že od svojega časa kot direktor uprave za gospodarstvo v biconi bil Ludwig Erhard, v tem času minister za gospodarstvo v kabinetu Adenauer in pozneje njegov naslednik v vlogi zveznega kanclerja. Erhardova ureditev z liberalizacijo cen je bila do 1950 postavljena na hudo preizkušnjo, ko je stopnja brezposelnosti od leta 1948 (400.000) narasla na več kot dva milijona. Šele ko je dvig cen ob korejski krizi prešel v korejski bum (Korea-Boom), ki je spravil v uporabo nezasedene proizvodne zmogljivosti zahodnonemške industrije, spodbudil izvozno gospodarstvo in prinesel preboj v trajno gospodarsko rast, je prišel tako imenovani gospodarski čudež v pogon. Posledice so bile polna zaposlenost, naraščajoča blaginja in preboj v potrošniško družbo.
Na podlagi gospodarskega razcveta je nastal prostor za prerazdeljevanje, ki se je odrazil tudi v socialni politiki. Ne samo višje plače in povečanje dohodka, ampak tudi udeležba upokojencev na rasti z uvedbo „dinamičnih pokojni“ (to je pokojnin, ki se prilagajajo gospodarski rasti) v letu 1957 so poskrbeli za to, da sedaj delavci, sindikati in socialni demokrati niso več stavili na uničenje, pač pa na ukrotitev kapitalizma z izgradnjo socialne države. Močan impulz v smeri izravnalne socialne politike v povojni nemški družbi pa je bil že od samega začetka dan z nujno integracijo na milijone pregnanih z vzhodnoevropskega prostora. Še posebej na to je meril Zakon o porazdelitvi bremen (Lastenausgleichsgesetz) iz leta 1952, ki je preko zmernih, čez daljše obdobje porazdeljenih dajatev na premoženje neoškodovanih podprl semkaj prispele ljudi brez sredstev, med drugim s pomočjo pri integraciji, z odškodnino za izgubljene hišne dobrine in z gradbenimi posojili.
Glavni zunanjepolitični cilj Adenauerjeve vlade po Petersberškem sporazumu je bil v prvih letih Zvezne republike ponovna vzpostavitev polne suverenosti nasproti zahodnim zmagovalnim silam. To se je uveljavilo s preko obojestranskih interesov pogojenim navezovanjem Zvezne republike na Zahod, ki je leta 1951 vodilo do ustanovitve Evropske skupnosti za premog in jeklo leta 1951 in s tem položilo temeljni kamen za današnjo Evropsko unijo. Z uveljavitvijo pariških sporazumov v letu 1955 je bila dosežena želena suverenost in kot del tega je bil skozi nemško pogodbo (Deutschlandvertrag, angleško General treaty) ukinjen okupacijski statut. Pravice zaveznikov so bile nadomeščene z – vidno skrčenimi – posebnimi pravicami (Vorbehaltsrechte). Povod za ponovno oborožitev zahodnonemške države, tudi v nasprotju z znatnim notranjim odporom (gibanje „Brez mene!“ – Ohne mich-Bewegung), je dala že korejska vojna. Leta 1955 je Zvezna republika postala član zahodne obrambne zveze NATO. Nekdanje okupacijske sile so obdržale - v prihodnje kot obrambne sile - svoje vojaške baze in objekte na ozemlju Zvezne republike. Poleg tega so nastale vojašnice in vadbišča za novoustanovljeno Bundeswehr. Glede nemške politike se je Adenauer strogo držal zahteve po izključnem predstavništvu Zvezne republike Nemčije za vse Nemce ter nepriznanja Nemške demokratične republike kot države. Z Hallsteinovo doktrino so poskušali to usmeritev vsiliti tudi drugim državam. Nasproti zaščitnici NDR-a, Sovjetski zvezi, pa so se vendarle kazali fleksibilne, kajti drugače bi Adenauer na moskovskih pogajanjih leta 1955 komajda lahko dosegel vrnitev preostalih nemških vojnih ujetnikov iz sovjetskih delovnih taborišč.
Novo, učinkovito spodbudo za spopad z nacistično preteklostjo je nemška javnost prejela od 60-ih let dalje z Eichmannovim procesom v Jeruzalemu in s procesi pred nemškimi sodišči proti odgovornim v nemških uničevalnih taboriščih SS-a, tako denimo procesi v zadevi Auschwitz (Auschwitzprozesse). Nemški Bundestag je leta 1965 razpravljal in sprejel podaljšanje zastaralnega roka za umor in pomoč pri umoru v času nacizma. V delih nemške družbe (zlasti med študenti in akademiki) je časovno vzporedno nastopila sprememba zavesti in vrednot. Ameriško zaznamovani kulturni vzorci so stopili na mesto v nacionalnem okvirju tradicionalnih vzorcev. Vpričo »novih« vrednot kot so emancipacija, še posebej žensk nasproti moškim, participacija in kakovost življenja so v industrijski družbi funkcionalne vrednote kot so disciplina, zanesljivost in pripravljenosti na podrejanje stopile v ozadje.
Izobraževalni sistem je bil že od časa po Georgu Pichtu razglašene izobraževalne katastrofe sredi vrenja. Skoncentriran študentski protest, ki se je dvignil proti tradicionalni univerzi ordinarijev s slogani kot: "Pod talarji - zatohlost tisočih let" (Unter den Talaren – Muff von 1000 Jahren), je prerasel v obsežno kritiko družbe, ki se je usmerila proti nepredelani nacistični preteklosti generacije očetov in proti sprejetju zakonov o izrednih razmerah, proti ameriški vojni v Vietnamu, proti kapitalističnemu sistemu in izkoriščanju držav tretjega sveta s strani zahodnih industrijskih držav. Najpomembnejši nosilec protestnega gibanja je bila tako imenovana generacija 68-ega. Odločilna dogodka, ki sta še zradikalizirala proteste, sta bila smrt študenta Benna Ohnesorga po strelu policista leta 1967 in poskus atentata na Rudija Dutschkeja leta 1968, glavnega teoretika študentskega gibanja.
Tudi na vladni ravni je sredi 60-ih prišla sprememba: v veliki koaliciji pod vodstvom zveznega kanclerja Kurta Georga Kiesingerja je SPD prvič prišla do udeležbe na oblasti; v socialno-liberalni koaliciji pod vodstvom Willyja Brandta pa je postala vodilna politična sila. "Drzniti si več demokracije" se je glasilo v vladni deklaraciji kot moto za tedaj pričeti proces družbeno-političnih reform, med njimi so bile povečanje izobraževalnih možnosti z uvedbo zakona o zvezni izobraževalni podpori (Bundesausbildungsförderungsgesetz oziroma s kratico BAföG), znižanje starosti za volilno pravico, reforma kazenskega prava, nova ureditev o prekinitvi nosečnosti (§ 218 kazenskega zakonika) kot tudi zakon o delavski ustavi 
(Betriebsverfassungsgesetz)  z namenom soodločanja predstavnikov delojemalcev. Gibanje 68-ega se je vzporedno razcepilo v različne politične smeri, deloma s tem, ko so se izoblikovale različne komunistično navdihnjene podskupine, članom katerih je kmalu grozila prepoved opravljanja poklica v javnih službah, delno v obliki reformno naravnanih zagovornikov sprememb sistema, ki so nastopili "pohod skozi institucije«. Marginalne odcepljene skupine so smatrale stopnjevanje nasilja za primerno sredstvo za vzpostavitev revolucionarne situacije. Od tod se je razvil terorizem Frakcije rdeče armade, ki je postal resen izziv za vlado kanclerja Helmuta Schmidta. Učinkovito krizno upravljanje se je od Schmidt terjalo tudi na gospodarsko-političnem področju, zlasti v zvezi z obvladovanjem posledic šoka zaradi cen nafte, ki je konec leta 1973 prizadel zahodne industrijske dežele, odvisne od bližnjevzhodnega uvoza nafte. Po letih bujne gospodarske rasti se je Zvezna republika ob naraščajočem številu brezposelnih leta 1975 znašla v recesiji.
Vendar je do spremembe vlade ponovno prišlo šele leta 1982, ko so bile skupne točke socialno-liberalne koalicije na področju socialne in ekonomske politiki izčrpane in je FDP pod vodstvom Hans-Dietricha Genscherja v okviru konstruktivne nezaupnice podprla izvolitev vodje opozicije Helmuta Kohla za kanclerja. Sledeče nove volitve v marcu 1983 niso prinesel samo potrditve za novo krščansko-liberalno koalicijo, ampak tudi prvi vstop Zelenih (Grüne) v Bundestag. Ti so predstavljali zbirni rezervoar za Novo levico, za žensko gibanje, za mirovniške aktiviste vpričo razprave o dodatnem oboroževanju kot tudi za zainteresirane za ekologijo, okoljevarstvenike in nasprotnike jedrske energije, še posebej pod vtisom jedrske katastrofe v Černobilu leta 1986. S temi temami, z nekonformistično obliko nastopanja in z naglašeno politiko enakosti med moškimi in ženskami so postali za stare stranke izziv v parlamentarnem vsakdanu. Politika varovanja okolja, ki se je začela že v Brandtovi vladi z vzpostavitvijo zveznega organa za okoljske zadeve, je doživela svoje nadaljevanje leta 1986 z ustanovitvijo zveznega ministrstva za okolje s strani Kohlove vlade.
Vendar pa je bila predvsem v zunanji politiki ohranjena kontinuiteta skozi vse menjave vlad za časa Zvezne republike. Navezava na zahod je ostala trden temelj tudi po izgradnji berlinskega zidu leta 1961 in kljub prizadevanju, ki je nastopilo za tem, da bi se prišlo do nekega modusa vivendi z vzhodnimi nosilci oblasti. S strani Brandtove in Scheelove vlade začeto novo politiko do vzhoda, ki je vodila do pogodbenega priznanje statusa quo med drugim nasproti Sovjetski zvezi, Ljudski republiki Poljski in Nemški demokratični republiki in v zameno prinesla olajšanje notranjenemškega prometa turistov in obiskovalcev kot tudi pogodbeno zavarovan status za Zahodni Berlin, je nepretrgano nadaljevala tudi vlada Kohla in Genscherja. To se je pokazalo tudi ob obisku Ericha Honeckerja leta 1987 v Zvezni republiki, prvem in edinem obisku kakega državnega poglavarja Nemške demokratične republike.
Na dinamiko, ki jo je spravil v tek padec zidu 9. novembra 1989, je kancler Kohl, vselej tesno povezan s ciljem ponovne združitve Nemčije, reagiral situaciji prilagojeno s prožnostjo. Programu v 10 točkah, predloženemu 28. novembra v nemškem Bundestagu, za premostitev delitve Nemčije in Evrope, je 19. decembra 1989 sledilo srečanje z novim ministrskim predsednikom NDR-a, Hansom Modrowom, v Dresdnu in v popoldanskih urah množično zborovanje, ki je Kohlu podčrtalo nujno željo vzhodnih Nemcev po združitvi. Zapustil je Dresden "s prepričanjem, da je stal režim NDR-a pred zrušitvijo in da ni bilo več nobene alternative kot samo ponovna združitev v kar najbližji prihodnosti."

#### Nemška demokratična republika (1949-1990)
"Provizorična ljudska zbornica (Volkskammer)“, ki je bila izšla iz nemškega ljudskega sveta (Volksrat), je 11. oktobra 1949 izvolila Wilhelma Piecka za predsednik države in Otta Grotewohla za predsednika vlade NDR (volitve v ljudsko zbornico so prvič potekale 15. oktobra 1950, in sicer po principu enotne liste). Dejansko središče politične moči pa je bil politbiro Socialistične stranke enotnosti Nemčije (Sozialistische Einheitspartei Deutschlands), ki si je pridržal nadzor nad vsemi pomembnimi iniciativami in sklepi ljudske zbornice in vlade. Največji osebni vpliv na oblikovanje odnosov moči v začetnih letih NDR-a je izvajal Walter Ulbricht, julija 1950 izvoljen za generalnega sekretarja Socialistične stranke enotnosti. Po principu demokratičnega centralizma se niso samo sprejemale pomembne nastavitve smernic v najožjem vodstvenem krogu Socialistične stranke enotnosti, ampak se jih je tudi uveljavljalo za podrejene organizacije stranke in države z zavezujočim učinkom. V skladu s tem so bile potem v juliju 1952 razpuščene politično nevplivne dežele in nadomeščene z 14 okraji, ki so jih obvladovale ustrezne strukture Socialistične stranke enotnosti, prav tako kot tudi 217 okrožij, podrejenih tem okrajem. Najpomembnejši vzvod za uveljavljanje partijske linije v praksi je bila kadrovska politika Stranke enotnosti, s pomočjo katere so bili vsi pomembni položaji v državi in družbi zasedeni z ljudmi, ki so ustrezali specifičnim merilom primernosti v skladu z navodili Stranke enotnosti.
Prav tako sledeč sovjetskemu vzorcu so s prvim petletnim načrtom iz leta 1951 gospodarstvo centralistično zasnovali; v naslednjem letu so bila oblikovana prva podjetja v državni lasti in pa prva kmetijska proizvodna zadruga. Ob istem času je Stranka enotnosti povečala pritisk na vse, ki so odstopali od strankarskih smernic znotraj ali zunaj stranke, s kriminalizacijo in pravosodno obsodbo nasprotnikov. Vohunjenje in zagotavljanje obremenjujočega materiala so pri tem prevzeli v glavnem sodelavci leta 1950 ustanovljenega Ministrstva za državno varnost (Ministerium für Staatssicherheit, skrajšano. MFS ali "Stasi"), ki so bili "ščit in meč" stranke do konca NDR.
Dejansko je obstajal odpor skozi vsa štiri desetletja, kolikor je eksistirala NDR. Vendar pa se je pred letom 1989 široka ljudske vstaja proti režimu Stranke enotnosti zgodila le enkrat in sicer v zgodnji fazi iz protesta proti povečanemu pritisku po učinkovitosti na delovnem mestu. Z dvigom delovnih norm naj bi zlasti pokrili visoke stroške za oborožitev, ki so nastali tekom obojestranskega nemškega ponovnega oboroževanja kot posledice korejske vojne in zaostritve v konfliktu med vzhodom in zahodom. Potem ko je bil ljudski upor 17. junij 1953 s pomočjo sovjetskih vojakov in tankov zadušen, je pred gradnjo berlinskega zidu leta 1961 prišlo do števila beguncev v takšnih razsežnostih, da je to ogrozilo gospodarski obstoj NDR. Ko je odpadla možnost pobega, se je režimu Stranke enotnosti po eni strani ponudila možnost, da so vsilili izgradnjo socialistične družbe; za večino prebivalcev NDR pa je po drugi strani sedaj veljalo, da se prilagodijo na obstoječe razmere in se uskladijo s sistemom.
V navznoter usmerjeni kulturni politiki je vodstvo Stranke enotnosti nihalo glede na aktualno politično primernost med fazami zadržane liberalizacije - tudi v zvezi z zahodnimi vplivi - in fazami rigidne ideološke ohladitve. Ob praški pomladi leta 1968 porojeni upi glede reformnega socializma, ki bi bil povezan z več svoboščinami, so bili uničeni s posredovanjem držav vzhodne vojaške zveze ob sodelovanju NDR. Ko je maja 1971 Erich Honecker s Sovjetsko podporo zamenjal svojega političnega mentorja Ulbrichta, je bila socialna revolucija v NDR v bistvenem že izvedena in so vizionarsko utopična pričakovanja že zbledela. Nasprotno se je zdaj propagiralo "oblikovanje razvite socialistične družbe" v okviru "realnega socializma".
Pri tem so stavili na "socialistično osebnosti" kot tvorno silo, ki po definiciji "razpolaga z obsežnim političnim, strokovnim in splošno znanstvenim znanjem, poseduje čvrsto, z marksistično-leninističnim nazorom zaznamovano razredno stališče, se odlikuje po visokih duhovnih, fizičnih in moralnih kvalitetah, je prežet s kolektivnim razmišljanjem in ravnanjem ter aktivno, zavestno in ustvarjalno sooblikujejo socializem". Razvoju takšnih osebnosti je služil celoten vzgojni in izobraževalni sistem v NDR, ne samo v šolah, ampak tudi v mladinskih organizacijah blizu stranke: po eni strani pionirska organizacija "Ernst Thälmann" z 6 do 10 letnimi „mladimi pionirji“ in z 10 do 14 letnimi „Thälmannovimi pionirji“; po drugi strani Svobodna nemška mladina (Freie Deutsche Jugend) za 14 do 25-letnike. Te organizacije so med Honeckerjevo dobo vključevale med dvema tretjinama in štirimi petinami mladih in mladih odraslih.  Poleg zborov z dvigovanjem zastave, ideološkega pouka, petja pesmi, strelskih vaj in taborjenj so jih navajali tudi k sodelovanju v tako imenovanih mladinskih nalogah (Jugendobjekte). To so bili delovni napori različne vrste, ki so bili leta 1974 usmerjeni na 68,370 nalog in so zaposlovali 854,912 mladih. Z na šolski okvir navezano „posvetitvijo mladih“ (Jugendweiche), ki je mlade v NDR – razen redkih z večinoma močno cerkveno povezavo - obvezala k socialistični zaprisegi, se je v NDR izoblikoval poseben običaj z dolgotrajnim učinkom. S strani Honeckerja poudarjena pomembnost državne obrambe in mejne zaščite za vsa področja družbe je bila še ena posebnost NDR, v kateri se je od leta 1978 na vseh šolah poučeval obvezen pouk o obrambi.
Spodbujanju poklicnega udejstvovanja med ženskami v NDR ni botroval samo postulat enakosti med spoloma, ampak tudi vrzel v delovni sili, ki je preostala moška populacija ni mogla zapolniti. K spodbujanju visoke stopnje zaposlenosti žensk so prispevali različni ukrepi, zlasti izgradnja celovitega sistema otroškega varstva z jaslimi, vrtci in ponudba varstva po koncu šole. Zvišanje otroškega dodatka, podaljšan porodniški dopust in zajamčeno delovno mesto so tudi bili soudeleženi pri tem, da se je nagnjenje do rojevanja v letih 1973−1980 povečalo za tretjino. Na delovnem mestu so bili ženske in moški združeni v kolektive, ki so v socialističnem tekmovanju, običajno v obliki „brigad“ (to so bile najmanjše delovne enote po podjetjih in upravah, ki so opravljale neko nalogo v proizvodnem procesu) lahko preko visoke produktivnosti dosegli nagrado. Povezanost takih kolektivov pa se je raztezala tudi na aktivnosti zunaj podjetja kot so skupne rojstnodnevne zabave, izleti, obiski razstav in gledališč kot tudi na skrb za težave in tegobe posameznih članov. V teku s strani države na ta način organiziranega poklicnega in družbenega življenja "se je kolektiv kot ekipa, kot šola komunikacije in njenih meja, kot mesto izkušnje delovne skupnosti in socialnega nadzora zapisoval v vsakodnevno izkušnjo Nemške demokratične republike."
Toda tudi v zadevah dopusta, mobilnosti in preskrbe s potrošnimi dobrinami je bil človek odvisen od tega, kaj je predvidelo državno načrtovanje in kaj se je proizvajalo in ponujalo. Kljub s subvencijami pogojenim nižjim cenam denimo pri osnovnih živilih, javnih prevoznih sredstvih, najemninah in knjigah se je NDR pogosto doživljajo kot napačno upravljano ekonomijo pomanjkanja: ker je mnogih stvari pogosto primanjkovalo, se je človek postavil v vrsto, da bi si nakupil na zalogo, česar trenutno morda sploh ni potreboval. Kdor pa je imel dostop do zahodnih deviz, mu je bilo bolje kot ostalim. Lahko je namreč dobil v Intershopu (to je bila veriga prodajaln v NDR, kjer se je lahko kupilo zahodne dobrine, vendar samo v tuji trdni valuti), kar je bilo drugim odrečeno. Deloma dolge čakalne dobe so nastajale pri dodeljevanju iskanih počitniških lokacij preko „počitniške službe“ Svobodne nemške sindikalne zveze (Freie Deutsche Gewerkschaftsbund, to je bila krovna organizacija sindikatov v NDR), pri podeljevanju potrebam ustrezajočega stanovanjskega prostora in pri dobavljanju motornih vozil. Redni čakalni rok za majhen avto znamke Trabant, z 13.000 vzhodnonemških mark še najbolj dostopen, ki je stal približno povprečni enoletni dohodek, je v pozni fazi NDR znašal 14 let.
Doseči "svetovni nivo" v proizvodnji in ga sodoločati, tako se je glasila s strani vodstva NDR lansirana parola v prizadevanju za notranjim in zunanjim priznanjem. Glede slednjega je v prvi polovici 70-ih let bil dosežen pomemben napredek, ko se je v odnosu do Zvezne republike Nemčije izpogajalo „Pogodbo o temeljih odnosov med ZRN in NDR“ (Grundlagenvertrag), obojestransko vzpostavitev stalnih predstavništev v Bonnu in vzhodnem Berlinu kot tudi tranzitni sporazum, ki je prinašal tuje devize. S sprejemom obeh nemških držav v Združene narode je NDR dosegla na mednarodnem nivoju enakopraven status, ki je bil še podkrepljen s sopodpisom Helsinške sklepne listine o varnosti in sodelovanju v Evropi leta 1975. Preko ciljanega podpiranja športnih mladih talentov in vrhunskega športa je NDR na nekaterih področjih dosegla v mednarodnem merilu izjemne dosežke, denimo na olimpijskih igrah.
Da je sprejemanje režima Stranke enotnosti znotraj družbe kljub temu še vedno ostajalo negotovo, je pokazal odvzem državljanstva kantavtorju Wolfu Biermannu leta 1976, ki je privedel do širokega vala protestov in večkratno okrepil resignativne težnje v zvezi z možnostjo reformiranja sistema vladavine. Vedno več državljanov je s sklicevanjem na jamstva glede človekovih pravic, izhajajojča iz Helsinške sklepne listine, vlagalo vloge za legalno izselitev iz NDR. Če je bilo je leta 1984 okoli 32.000 prosilcev, ki so poleg deloma dolgoletnih čakalnih dob v zakup vzeli še drastično družbeno izobčenje, je število leta 1988 naraslo na več kot 110.000. Vendar pa je bil položaj nestabilen še v drugem pogledu. Namreč v primerjavi z ostalimi vzhodnimi državami najvišje razvit življenjski standard prebivalstva NDR je temeljil na vedno bolj dramatičnem državnem zadolževanju, ki je dobilo brezizhodne poteze, ker vodstvo Stranke enotnosti pod Honeckerjem ni hotelo napraviti nobenih rezov pri različnih subvencijah, da ne bi podžgalo še dodatno nezadovoljstvo pri prebivalstvu. Po drastičnem zmanjšanju sovjetskih dobav nafte leta 1981 je kriza državnih financ v NDR dobivala vedno bolj dramatične poteze, ki so jih tudi s pritokom zahodnonemških deviz iz trgovine in pogodb ter s ponovljenimi milijardnimi posojil le kratkoročno lahko premostili: "Edinole umetnost improvizacije in zahodna infuzija deviz sta zmogli izčrpano plansko gospodarstvo še ohranjati na pol v teku." Kljub temu se je stanje oskrbe prebivalstva občutno poslabšalo, celo pri blagu vsakodnevne potrošnje; in izostale so nujne investicije za vzdrževanje pri stanovanjskih stavbah in industrijskih objektih, kar je ljudski glas trpko komentiral takole: »Ustvarjati ruševine brez orožja!"
V generaciji, ki je odrasla po izgradnji zidu, so se izoblikovale protestne skupine, ki so si usvojile nove teme in stališča, se ukvarjale s stopnjevanjem oboroževanja in uničevanjem okolja, z vzroki za obubožanje v državah tretjega sveta in s perspektivami Evrope brez meja; šlo je za mednarodno usmerjeno mirovno gibanje, ki se je v majhnih skupinah lokalno organiziralo in stalo pripravljeno kot jedro gibanja za državljanske pravice, ki se je razvijalo pogosto ob cerkveni zaščiti in odobravanju, in sicer v času, ko je Mihail Gorbačov z glasnostjo in perestrojko spremenil predznak sovjetske politike in socialistične "bratske države" vzpodbudil k oblikovanju prihodnosti ob lastni odgovornosti. S tem ko je vodstvo NDR nato odklanjalo kakršno koli spremembo smeri in se celo lotilo tega, da je cenzuriralo sovjetske medije in žalilo njihove naročnike, je vse bolj drselo v izolacijo.
Glede navala problemov - od finančno-ekonomskih problemov, čedalje slabšega stanja oskrbe prebivalstva, rastočega protestnega gibanja proti potvorbam na lokalnih volitvah maja 1989 do prebivalcev NDR, ki so množično drli preko od junija dalje odprt madžarske meje – državno vodstvo, ki je bilo sedaj soočeno tudi z razočaranimi in nezadovoljnimi v vrstah same Stranke enotnosti, ni imelo ničesar več, s čimer bi se jim lahko zoperstavilo, razen lokalnih nasilnih posegov, pridržanj in grožnje z nasiljem. Po zmagoslavju leipziških ponedeljkovih demonstrantov 9. oktobra in po padcu berlinskega zidu kot posledici navala množic 9. novembra 1989 je bilo konec običajne vladavine Stranke enotnosti. Toda tudi ta po prenosu oblasti z Honeckerja preko Egona Krenza na Hansa Modrowa na novo nastavljena in zdaj s strani zagovornikov državljanskih pravic oblikovana DDR je prešla znotraj enega leta v ponovno združeno Nemčijo.

## Združena Nemčija od 1990 dalje
Vzhodni Nemci s svojo mirno revolucijo niso samo povzročili padca vladavine Stranke enotnosti, pač pa so po odprtju meje s prestavitvijo poudarka v njihovem osrednjem sloganu na nadaljnjih ponedeljkovih demonstracijah tudi večinsko jasno zastavili smer proti združeni Nemčiji. Če so prej oblasti NDR pokazali meje z vzklikom "Mi smo ljudstvo!", so potem s sloganom „Mi smo eno ljudstvo!“ večinoma demonstrirali za nemško enotnost. 23. člen temeljnega zakona Zvezne republike je zagotavljal možnost celostne priključitve NDR k Zvezni republiki Nemčiji. Komur se je kot vzhodnemu Nemcu še posebej mudilo priti v Zvezno republiko, pa je lahko to s preselitvijo tudi takoj uresničil. V začetku leta 1990 je število izkoriščajočih to možnost naraslo v razsežnostih, ki so bile problematične za obe državi, a na različen način. Kohlova vlada, ki je bila že tako ali tako naravnana na smer k združitvi, je energično delala na vzpostavitvi nemške enotnosti in izid volitev v ljudsko zbornico marca 1990, na katerih je slavila zmago Aliansa za Nemčijo (Allianz für Deutschland) s prihodnjim CDU-jevim premierom Lotharjem de Maizière, jo je še potrdil v tem. Že 1. julija je bila dogovorjena in uresničena denarna, gospodarska in socialna unija. S štirimi zmagovitimi silami izpogajana pogodba, imenovana dva plus štiri (Zwei-plus-Vier-Vertrag)  je postavila zunanji temelj nemške enotnosti; s strani ljudske zbornice, zveznega parlamenta in zveznega sveta ratificirana združitvena pogodba je ustvarila notranje pogoje za to, da je 3. oktobra 1990 prišlo do ponovne združitve Nemčije.
Na prvih vse-nemških volitvah v Bundestag decembra 1990 in ponovno leta 1994 je bila potrjena krščansko-liberalna koalicija pod zveznim kanclerjem Helmutom Kohlom, ki je bistveno oblikovala združitveni proces. S tesno večino (338 proti 320 glasovom) je Bundestag  20. junija 1991 sklenil, da bo opustil Bonn kot sedež vlade in prenesel vlado in parlament v Berlin. Od leta 1999  nemški Bundestag zaseda v do temelja prenovljeni stavbi parlamenta v Berlinu. Od septembra 1999 dalje je tudi zvezna vlada dokončno nastanjena v Berlinu.
Na notranjepolitičnem področju absolutno prednostna – in kot pri celotnem združitvenem procesu povezana z enormnimi stroški – je bila v 90-ih letih gospodarska obnova vzhoda. V novih zveznih deželah so moderno nadgradili prometno infrastrukturo in spodbujali sanacijo stavbnega fonda in industrijskih objektov, kjer ti niso bili zreli za rušenje. Preoblikovanje v tržnogospodarske oblike s pomočjo privatizacijske agencije (Treuhandanstalt) je bilo izvedeno v hitrem tempu in ob likvidaciji podjetij, ki so bila neprodajljiva oziroma so veljala za nedonosna; in vodovja ter regije, ki so bili v času NDR preko izpustov škodljivih snovi iz zastarelih proizvodnih obratov še posebej obremenjeni, so bili usklajeni z okoljevarstvenimi zahtevami. „Združitveni bum“ (Vereinigungsboom)  je vidno koristil podjetjem v stari Zvezni republiki, medtem ko je tradicionalna ponudba produktov iz časov NDR zdaj komaj še našla kakega odjemalca. Proces gospodarskega prestrukturiranja je v novih zveznih deželah potreboval svoj čas in je potekal od regije do regije različno uspešno. Stopnja brezposelnosti v vzhodnonemških zveznih deželah je bila od časa do časa dvakrat tolikšna kot v starih zveznih deželah, ki so s partnerstvi in pomočjo v obliki kvalificiranega upravnega osebja podprle prilagoditev novih dežel na administrativne, pravne, gospodarske in politične standarde Zvezne republike Nemčije.
Skoncentrirana prizadevanja in finančni transferji, ki so bili porabljeni za izenačevanje življenjskih pogojev v Vzhodni Nemčiji, so ob pojemanju z združitvijo pogojenega gospodarskega zagona priklicali v zavest med tem nastali reformni zastoj. Več reformnih načrtov zvezne vlade je propadlo vpričo rdeče-zelene večine v zveznem svetu (Bundesrat) (tako imenovana "blokada"). Dolgo časa na mnogih območjih mrtev trg dela je imel za posledico tudi nadaljnje izseljevanje ravno mladih ljudi, ki so iskali zaposlitev na Zahodu – to je vztrajen demografski problem v ekonomsko šibkih regijah v vzhodni Nemčiji. Deloma obstajajo tu okrepljeno tudi skrajno desničarske težnje. Po drugi strani je socialno prikrajšan položaj mnogih vzhodnih Nemcev pomemben razlog za v novih zveznih deželah razmeroma močno pozicijo "Stranke demokratičnega socializma" (Partei des Demokratischen Sozialismus, prej Socialistična stranka enotnosti Nemčije - Sozialistische Einheitspartei Deutschland, okrajšano SED ), ki se je spojila z Levico (Die Linke).
Ponovno združena Nemčija je suverena država. Čete štirih sil so se večinoma umaknile, preostale vojaške enote zahodnih zaveznikov nimajo več oblastnih pooblastil in so podvržene NATO-vemu sporazumu o statusu sil. Soglasje nekdanjih zmagovitih sil k ponovni združitvi Nemčije je bilo navezano na obljube nemške zvezne vlade, da bo še naprej trajno podpirala proces evropske integracije, potem ko ga je Zvezna republika že od 50-ih let dalje odločilno sooblikovala. Ta usmeritev je bila tudi vnešena v spremenjeno preambulo k temeljnemu zakonu. S podpisom Maastrichtske pogodbe iz leta 1992 je bila Evropska skupnost (ES) preoblikovana v z razširjenimi pooblastili opremljeno Evropsko unijo (EU). Pogodba je tudi nastavila pot za uvedbo skupne evropske valute, evro. Z jasno podporo zvezne vlade je bila poleg tega sklenjena širitev EU na vzhod, ki je začela veljati leta 2004.
Iz razrešitve nemškega vprašanja leta 1990 so se porodila nova pričakovanja in zahteve po odgovorni sooblikovalni vlogi Nemčije pri vzdrževanju svetovnega miru, pri vojaški implementaciji resolucij ZN kot tudi glede udeležbe v vojaških operacijah zveze NATO. Po ponovni združitvi so se nemške oborožene sile (Bundeswehr) prvič udeležil operacij v tujini, tako na primer vojne v Afganistanu po terorističnih napadih v ZDA 11. septembra 2001. Sodelovanje v vojni v Iraku pa je vlada pod Schröderjem in Fischerjem nasprotno odklonila. Z zahtevo, postavljeno v zadnjih letih z nemške strani, po stalnem sedežu v Varnostnem svetu ZN, ki je prav tako utemeljena s povečano mednarodno vlogo Nemčije in njeno pripravljenostjo za prevzemanje odgovornosti, zvezna vlada za zdaj ni prodrla.
Na volitvah v zvezni parlament leta 1998 je bila zamenjana vladna koalicija krščanskih demokratov (CDU/CSU) in liberalcev (FDP) pod Kohlom. Nova zvezna vlada, sestavljena iz socialdemokratov (SPD) in Zveze 90 / Zelenih (Bündnis 90/Die Grünen) (t. i. rdeče-zelena koalicija) se je pod kanclerjem Gerhardom Schroederjem lotila vrste spornih reform. Na splošno je bila dana večja teža vprašanju ekologije, na primer s pričetkom opuščanja jedrske energije ali z zakonodajnimi pobudami za zmanjšanje toplogrednih plinov. Vlada je tudi uvedla prve nastavke za smer določajoče spremembe v socialni, pokojninski in zdravstveni politiki (Agenda 2010). S pomočjo prihodkov iz okoljskega davka jim je uspelo zmanjšati stroške dela, ki ne sodijo v plačo (prispevki za pokojninsko zavarovanje). Tekom že v 90-ih letih nadalje povečanega pomena svetovnega trga za narodna gospodarstva, tako imenovane globalizacije, pa so predvsem večja podjetja selila proizvodne zmogljivosti v države z nizkimi plačami, tako da je stopnja brezposelnosti sprva še naprej ostajala visoka. Z na gospodarsko konkurenčnost naravnanim konceptom „Hartz“ (poimenovanem po vodji komisije za reformo trga dela, Petru Hartzu), konceptom za preureditev pomoči brezposelnim in socialne pomoči, pa je rdeče-zelena koalicija mogla prepričati samo en del svojega volilnega telesa.
Od predčasno pobujenih volitvev leta 2005 dalje z Angelo Merkel, ki je odraščala v NDR, prvikrat ženska opravlja funkcijo zveznega kanclerja. Rdeče-zeleno vlado je nadomestila velika koalicija. Leta 2008 je Nemčija pristala v vrtincu svetovne finančne in gospodarske krize, ki jo je v bistvu sprožilo preveč neskrbno odobravanje kreditov predvsem na področju nepremičninskih bančnih poslov v ZDA. V povezavi z na ta način pogojenimi pretresi na svetovnih finančnih trgih je tudi dolžniška kriza v evrskem območju, ki predstavlja vztrajen izziv za finančno in evropsko politiko Nemčije.
Leta 2009 je veliko koalicijo (CDU/CSU in SPD) nadomestila črno-rumena koalicija krščanskih demokratov (CDU/CSU) in liberalcev (FDP). Merklova je obdržala svoj položaj kot zvezna kanclerka. Na volitvah v zvezni parlament leta 2013 so liberalci zgrešili vstop v parlament in ponovno je prišlo do velike koalicije z Merklovo kot kanclerko na čelu. 

### Zbirke virov
- Rainer A. Müller (ur.): Deutsche Geschichte in Quellen und Darstellung. 11 zvezkov, Reclam, Stuttgart 1995–2002 (Reclams Universal-Bibliothek, Bd. 17001–17011). (Zbirka virov za nemško zgodovino, od zgodnjega srednjega veka do sodobnosti. Vsak vir je na kratko pokomentiran, temu se pridružuje splošen uvod v zgodovinski kontekst vsake dobe.)

- Ausgewählte Quellen zur deutschen Geschichte des Mittelalters. Freiherr vom Stein-Gedächtnisausgabe. Wissenschaftliche Buchgesellschaft, Darmstadt 1955. (več zvezkov obsegajoča objava virov z nemškim prevodom)

### Uvodni pregledi
- Hartmut Boockmann, Heinz Schilling, Hagen Schulze, Michael Stürmer: Mitten in Europa. Deutsche Geschichte. Siedler, Berlin 1984, ISBN 3-88680-109-8.

- Deutsche Geschichte. 3 zvezki, Sonderausgabe, Vandenhoeck & Ruprecht, Göttingen 1985, ISBN 3-525-36187-4. (kratek pregledni prikaz nemške zgodovine, primeren kot uvod)
- Ulf Dirlmeier, Andreas Gestrich, Ulrich Herrmann, Ernst Hinrichs, Christoph Kleßmann, Jürgen Reulecke: Kleine deutsche Geschichte. Durchgesehene und verbesserte Ausgabe Reclam, Stuttgart 1998 (Reclams Universal-Bibliothek, Bd. 9359), ISBN 3-15-009359-7. (kratek pregledni prikaz; primeren samo kot začetni pregled)
- Neil MacGregor: Deutschland. Erinnerungen einer Nation. C.H. Beck, München 2015, ISBN 978-3406679209. (Pripoved o nemški zgodovini na podlagi izbranih aspektov)
- Hagen Schulze: Kleine deutsche Geschichte. Beck, München 1998, ISBN 3-406-40999-7. (skrajšan prikaz, ki se osredotoča na splošen oris)
- Jochen Gaile: Wir Deutschen. Neue Deutsche Geschichte im Grundriss. Franz Steiner Verlag, Stuttgart 2009, ISBN 978-3-515-08855-8.

### Poglobljeni pregledi
- Enzyklopädie deutscher Geschichte. (Vsak zvezek se loteva pomembnega obdobja in zgodovinske tematike in je vsakokrat razdeljen na prikaz, smeri raziskav in bibliografijo. Primerno kot znanstven uvod v dano poglavitno temo.)
- Dieter Groh in drugi (ur.): Propyläen Geschichte Deutschlands. Do sedaj 9 zvezkov, Berlin 1983 ff. (za širše, izobraženo občinstvo napisan prikaz, od začetkov do leta 1933; 7. zvezek je razdeljen na dva dela, 9. zvezek je bil pozneje umaknjen zaradi pomislekov vsebinske narave)
- Herbert Grundmann (ur.): Handbuch der deutschen Geschichte. 9. izdaja v 4 zvezkih (priročnik nemške zgodovine, po svojem prvem urednik imenovan tudi „Gebhardt“, dosegljiv tudi kot žepna izdaja v 22 zvezkih), Stuttgart 1970 ff.
- Alfred Haverkamp, Wolfgang Reinhard, Jürgen Kocka, Wolfgang Benz (ur.): Handbuch der deutschen Geschichte. 10. izdaja, Klett-Cotta, Stuttgart 2001 ff. (nova predelana izdaja Gebhardta; še ni zaključena)
- Neue Deutsche Geschichte. Beck, München. (modern prikaz nemške zgodovine še v nastajanju, od zgodnjega srednjega veka do sodobnosti, ki daje dogodkovni zgodovini še manj pomena kot Gebhardt)
- Die Deutschen und ihre Nation. 12 Bände. Siedler, Berlin 1989 (berljiv prikaz, ki se obrača na širšo publiko, ki pa so ga sestavili strokovnjaki)
- Hans-Ulrich Wehler (ur.): Moderne Deutsche Geschichte. 12 zvezkov in še en zvezek s kazali, Suhrkamp, Frankfurt am Main 1996, ISBN 3-518-09240-5. (na socialno zgodovino naravna prikaz nemške zgodovine od zgodnjega novega veka dalje)
- Heinrich August Winkler: Der lange Weg nach Westen. 2 zvezka, Beck, München 2000. (mnogokrat zelo pozitivno ocenjen nedavni prikaz nemške zgodovine s težiščem na novejši zgodovini)

### Antika
- Heinrich Beck (Hrsg.): Germanen, Germania, germanische Altertumskunde. Ungekürzte Studienausgabe des Artikels aus dem Reallexikon der Germanischen Altertumskunde. De Gruyter, Berlin/New York 1998, ISBN 3-11-016383-7.
- Bruno Bleckmann: Die Germanen. Von Ariovist zu den Wikingern. Beck, München 2009, ISBN 978-3-406-58476-3.
- Walter Pohl: Die Germanen. Enzyklopädie deutscher Geschichte 57. zvezek, 2. izdaja, München 2004, ISBN 3-486-56755-1.

### Srednji vek
- Dieter Berg: Deutschland und seine Nachbarn, 1200–1500. München 1997 (Enzyklopädie deutscher Geschichte 40. zvezek)
- Klaus Herbers, Helmut Neuhaus: Das Heilige Römische Reich – Schauplätze einer tausendjährigen Geschichte (843–1806). Böhlau-Verlag, Köln/Weimar 2005, ISBN 3-412-23405-2. (Celosten prikaz Svetega rimskega cesarstva do novega veka)
- Johannes Fried: Der Weg in die Geschichte. Die Ursprünge Deutschlands bis 1024. Propyläen, Berlin 1994 (ND 1998), ISBN 3-549-05811-X.
- Hagen Keller: Zwischen regionaler Begrenzung und universalem Horizont. Deutschland im Imperium der Salier und Staufer 1024–1250. Propyläen, Berlin 1986, ISBN 3-549-05812-8.
- Peter Moraw: Von offener Verfassung zu gestalteter Verdichtung. Das Reich im späten Mittelalter 1250 bis 1490. Propyläen, Berlin 1985, ISBN 3-549-05813-6.
- Steffen Patzold: Das Lehnswesen. Beck, München 2012, ISBN 978-3-406-63235-8.
- Malte Prietzel: Das Heilige Römische Reich im Spätmittelalter. Wissenschaftliche Buchgesellschaft, Darmstadt 2004, ISBN 3-534-15131-3.
- Bernd Schneidmüller, Stefan Weinfurter (ur.): Heilig – Römisch – Deutsch. Das Reich im mittelalterlichen Europa. Internationale Tagung zur 29. Ausstellung des Europarates und Landesausstellung Sachsen-Anhalt. Sandstein-Verlag, Dresden 2006.
- Stefan Weinfurter: Das Reich im Mittelalter. Kleine deutsche Geschichte von 500 bis 1500. Beck, München 2008, ISBN 3-406-56900-5.

### Zgodnji novi vek
- Axel Gotthard: Das Alte Reich 1495–1806. Wissenschaftliche Buchgesellschaft, Darmstadt 2003, ISBN 3-534-15118-6.
- Peter Claus Hartmann: Das Heilige Römische Reich deutscher Nation in der Neuzeit 1486–1806. Reclam, Stuttgart 2005, ISBN 3-15-017045-1.
- Georg Schmidt: Geschichte des Alten Reiches. Staat und Nation in der Frühen Neuzeit 1495–1806. Beck, München 1999, ISBN 3-406-45335-X.
- Barbara Stollberg-Rilinger: Das Heilige Römische Reich Deutscher Nation. Vom Ende des Mittelalters bis 1806. 4., revidirana izdaja, Beck, München 2009, ISBN 978-3-406-53599-4.
- Joachim Whaley: Das Heilige Römische Reich deutscher Nation und seine Territorien. 2 zvezka, WBG bzw. Zabern, Darmstadt 2014 (izvirni angleški naslov Germany and the Holy Roman Empire. 2 zvezka, Oxford 2012), ISBN 9783805348256.

### Moderna doba
- Christopher Clark: Preußen. Aufstieg und Niedergang 1600–1947. DVA, München 2006 (več novih izdaj)
- Ulrich Herbert: Geschichte Deutschlands im 20. Jahrhundert, C. H. Beck, München 2014.
- Eckhard Jesse: Systemwechsel in Deutschland. Köln 2010.
- Thomas Nipperdey: Deutsche Geschichte 1800–1918. 3 zvezki, C.H. Beck, München 1983–1992.
- Volker Ullrich: Die nervöse Großmacht. Aufstieg und Untergang des deutschen Kaiserreichs 1871–1918. 5. izdaja, Fischer, Frankfurt am Main 2004, ISBN 3-596-11694-5.
- Hans-Ulrich Wehler: Deutsche Gesellschaftsgeschichte. 5 zvezkov, C.H. Beck, München 1987–2008.
- Heinrich August Winkler: Der lange Weg nach Westen. 2 zvezka, C.H. Beck, München 2000.